# Lesley McNair
Pour les articles homonymes, voir McNair.
Lesley James McNair (25 mai 1883 - 25 juillet 1944) est un officier supérieur de l'United States Army qui sert notamment pendant la Première Guerre mondiale et la Seconde Guerre mondiale. Il atteint le grade de lieutenant-général durant sa carrière. Il est tué au combat pendant la Seconde Guerre mondiale et il est élevé à titre posthume au grade de général.
Originaire du Minnesota et diplômé de l'Académie militaire de West Point en 1904 avec une formation dans le Corps de l'ordonnance, McNair rentre dans l'armée de terre des États-Unis comme officier d'artillerie de campagne. Il participe à l'occupation américaine de Veracruz et à l'expédition punitive contre Pancho Villa, avant d'être nommé chef d'état-major adjoint à la formation de la 1re division, puis chef d'état-major de l'artillerie au quartier général des forces expéditionnaires américaines pendant la Première Guerre mondiale. Ses états de service exceptionnels lui valent d'être promu brigadier-général temporaire à l'âge de 35 ans, faisant de lui le plus jeune officier général de l'United States Army.
L'expérience de McNair, qui compte plus de 30 ans de service dans la conception et les essais de matériel et d'armes, ses compétences administratives et son succès dans les domaines de l'instruction et de la formation militaires mènent à son affectation pendant la Seconde Guerre mondiale comme commandant des Army Ground Forces. À ce poste, McNair devient l'« architecte méconnu de l'US Army » et joue un rôle de premier plan dans la conception organisationnelle, l'équipement et l'entraînement des unités de l'armée aux États-Unis avant leur départ pour le combats outre-mer. Alors que les historiens continuent à débattre de certaines décisions et actions de McNair, notamment au sujet du système de remplacement individuel pour les soldats tués et blessés, et d'une controverse sur l'utilisation de chars ou de chasseur de chars pour la lutte antichar, son action dans les domaines de la formation avancée des officiers, des systèmes d'armes innovants, de la modernisation de la doctrine, de la mise en place d'un entraînement réaliste au combat et le développement de tactiques d'armes combinées permettent à l'armée de terre de se moderniser et de réussir sur les champs de bataille de la Seconde Guerre mondiale, où la mobilité des forces mécanisées a remplacé les défenses statiques de la Première Guerre mondiale comme principale considération tactique.
En 1944, il succède à George Patton à la tête du 1er groupe d'armée des États-Unis, unité fictive créée dans le cadre de l'opération Quicksilver. Il se rend en France pour observer le lancement de l'opération Cobra, c'est là qu'il est tué par une bombe de la 8e Air Force qui atterrit sur son abri (en) près de Saint-Lô.

## Jeunesse et début de carrière

### Premières années
McNair est né à Verndale dans le Minnesota le 25 mai 1883. Il est le deuxième des six enfants et le premier fils de James McNair (1846-1932) et de Clara (Manz) McNair (1853-1925). Ses frères et sœurs qui ont vécu jusqu'à l'âge adulte sont : sa sœur Nora (1881-1971), l'épouse de Harry Jessup,, son frère Murray Manz McNair (1888-1976), et sa sœur Irene (1890-1979), l'épouse de Harry R. Naftalin,.
McNair fréquente l'école de Verndale jusqu'à la neuvième année, le niveau le plus élevée disponible à Verndale. Ses parents déménagent ensuite à Minneapolis pour que McNair et ses frères et sœurs puissent terminer leurs études secondaires,. Après avoir obtenu son diplôme à la South High School (Minneapolis) (en) en 1897,, il concourt avec succès pour une nomination à l'Académie navale des États-Unis. Et alors qu'il est sur la liste d'attente de l'Académie navale comme remplaçant, il s'inscrit à la Minnesota School of Business (en) à Minneapolis et commence des études qui se concentrent principalement sur le génie mécanique et les cours de statistiques.

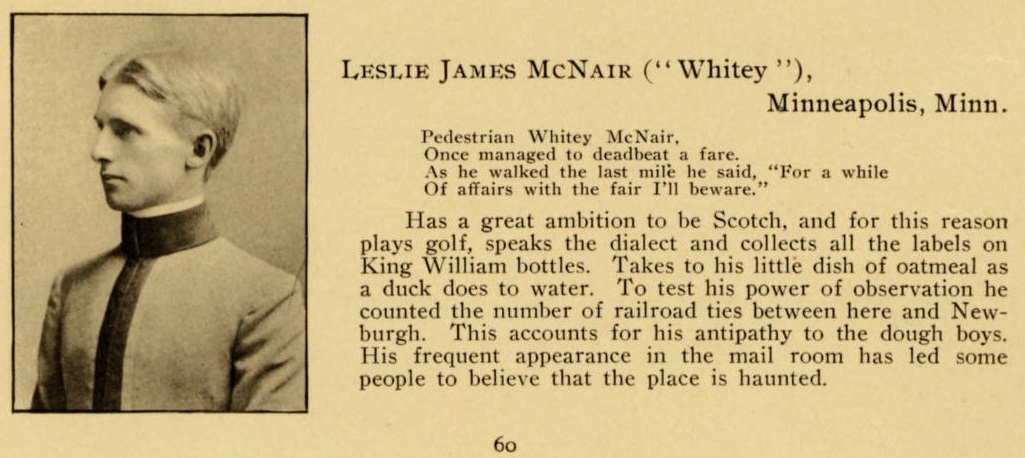
McNair dans l'album de 1904 de West Point, Howitzer. La référence aux bouteilles King William décrit une marque de whisky écossais.

Frustré de devoir attendre pour entrer à l'Académie navale, McNair dépose en 1900 une demande d'admission à l'Académie militaire de West Point. D'abord choisi comme suppléant en juillet 1900, il est rapidement accepté et commence sa formation en août. Lors de ses années à West Point, ses camarades de classe le surnomme « Whitey » pour ses cheveux blonds cendré ; surnom qu'il conserve jusqu'à la fin de sa vie. La description de McNair qui accompagne sa photo dans l'annuaire de West Point pour sa dernière année d'études le désigne comme « Pietestrian Whitey » et décrit en détail un incident où il a dû marcher de Newburgh à West Point, une distance de 18 km, après avoir manqué le dernier train alors qu'il revenait de New York où il avait été voir sa fiancée. L'annuaire contient également un poème non signé « Whitey's' Record Walk », sur le même incident.
Plusieurs camarades de classe de McNair ont également fait carrière dans l'armée de terre, notamment George R. Allin (en), Charles School Blakely (en), Robert M. Danford (en), Pelham D. Glassford (en), Edmund L. Gruber (en), Henry Conger Pratt (en), Henry J. Reilly (en), Joseph Stilwell, et Innis P. Swift (en). McNair obtient son diplôme en 1904 et il est promu « Second Lieutenant ». Les cinq ou six premiers diplômés choisissent habituellement la branche du génie ; le rang élevé de McNair (11e sur 124) lui vaut une place dans le deuxième choix de la plupart des diplômés de haut rang, la branche de l'artillerie de l'United States Army, l'armée de terre des États-Unis.
Lesley McNair épouse Clare Huster (1882-1973) à New York le 15 juin 1905,. Ils ont un fils, Douglas Crevier McNair, né à Boston au Massachusetts, le 17 avril 1907, alors que McNair est en poste à l'Arsenal de Watertown,.

### Entrée dans l'artillerie

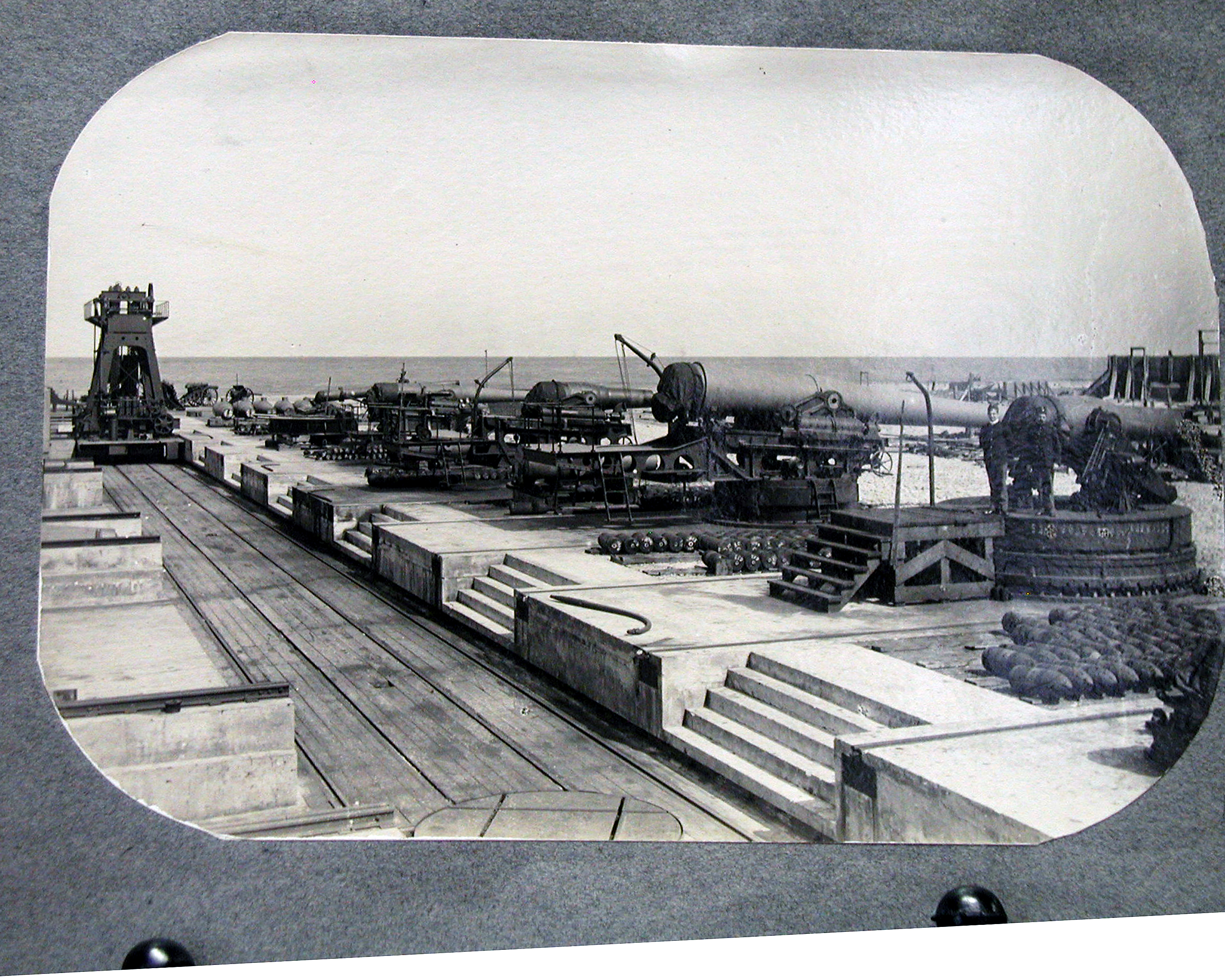
Batterie de test à, New Jersey, où McNair a servi au début de sa carrière.

McNair est d'abord affecté comme chef de peloton avec la 12e batterie d'artillerie de montagne à Fort Douglas dans l'Utah. Là-bas, il demande à être affecté au Corps de l'ordonnance et réussi l'examen d'aptitude. Après l'approbation de sa demande de transfert, il est affecté au Sandy Hook Proving Ground (en), dans le New Jersey, où il commence à s'intéresser aux essais et à l'expérimentation des nouveaux équipements et des nouvelles armes. Au début, les essais de McNair sont centrés sur l'amélioration des canons de montagne utilisés par les unités, y compris la 12e batterie, pour le soutien d'artillerie des troupes en terrain accidenté où les affûts ne peuvent pas se déplacer.
Après avoir été affecté à l'état-major du chef du corps de l'ordonnance de 1905 à 1906, McNair est affecté à l'arsenal de Watertown, où il termine des études universitaires dans la métallurgie et d'autres sujets scientifiques. Dans le cadre de cette affectation, il fait l'apprentissage des méthodes d'expérimentation et de laboratoire, notamment en analysant le bronze, l'acier et la fonte pour déterminer les meilleurs matériaux à utiliser dans la fabrication de canons et d'autres armes. Il acquiert également une expérience directe dans l'utilisation et l'application des machines de fonderie, y compris les forges, les marteau-pilon, les tours, les raboteuses et les perceuses. 
En raison de cette expérience acquise à Watertown, l'Armée de terre se fie souvent à lui durant sa carrière pour superviser les comités qui mettent au point et testent les armes et d'autres équipements, et pour faire des recommandations sur les produits qui conviennent le mieux à l'approvisionnement et au déploiement sur le terrain. Il est promu au poste de premier lieutenant temporaire en juillet 1905 et de premier lieutenant permanent en janvier 1907. En mai 1907, McNair est promu capitaine temporaire,,.

### Avant la Première Guerre mondiale

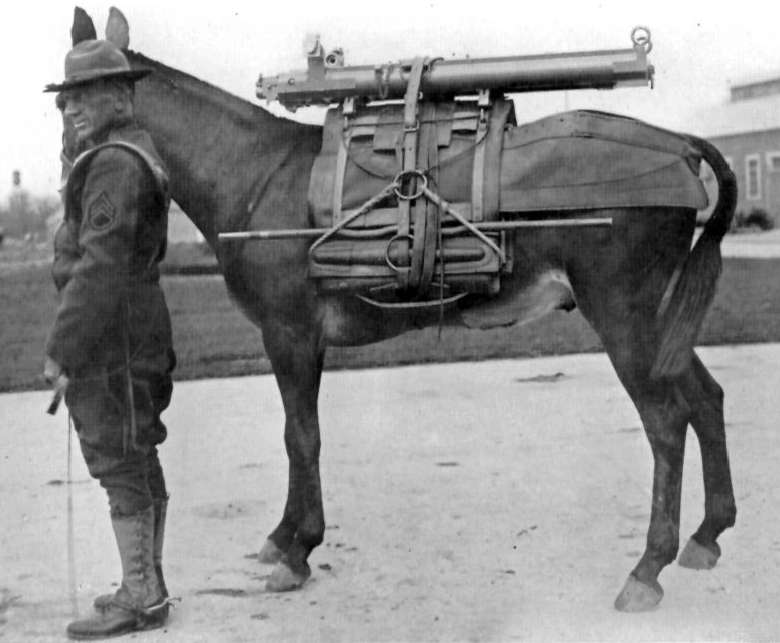
Photo datant de 1921 d'un soldat américain et d'un animal de bât transportant des éléments d'un obusier de montagne. McNair a conçu et expérimenté des selles d'attelage et d'autres équipements d'artillerie de montagne au début de sa carrière.

En 1909, McNair retourne dans l'artillerie et il est affecté au 4e régiment d'artillerie de campagne (en) à Fort D.A. Russell (Wyoming) (en). Affecté au commandement de la batterie C, il se fait reconnaître pour ses compétences de commandement et son expertise technique. Jacob Devers, qui a été affecté à la batterie C après avoir obtenu son diplôme en 1909 à West Point, se souvient de McNair comme d'un commandant exceptionnel donnant l'exemple et sachant motiver ses subordonnés pour qu'ils donnent le meilleur d’eux-mêmes. Au cours de ce commandement, McNair travaille également, mais avec des résultats mitigés, sur des recommandations visant à moderniser les obusiers, les bâts, les porte-munitions et d'autres équipements (essentiellement de sa propre conception) destinés à l'artillerie de montagne transportée par les mulets de l'armée de terre. En 1909, McNair prend le commandement de la batterie D du 4e régiment d'artillerie à Fort Riley, au Kansas, lors d'essais conçus pour déterminer la résistance au combat de différents types d'ouvrages défensifs s'ils sont attaqués par divers types de canons et d'obusiers.

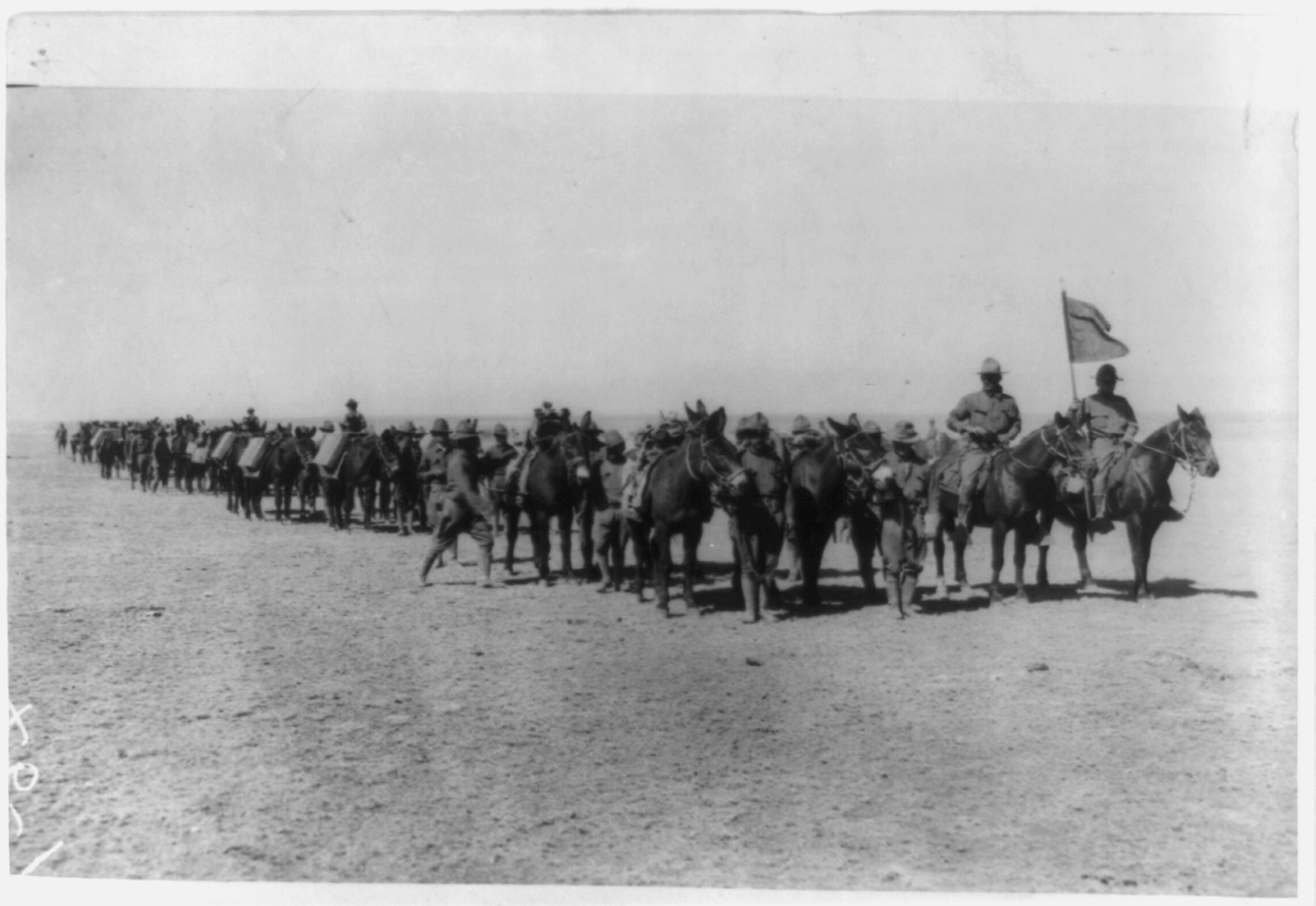
Batterie C, 4e régiment d'artillerie de campagne pendant l'expédition punitive contre Pancho Villa de 1916. McNair commande la batterie C de 1909 à 1912.

Les compétences de McNair en dessin technique, en génie, en construction de prototypes et en analyse statistique ont commencé à être connues dans toute l'Armée de terre et en 1912, le commandant de l'United States Army Field Artillery School (en) lui demande d'être affecté à son état-major. Les instructeurs de l'école ont passé plus d'un an à recueillir des données sur 7 000 balles tirées pendant les essais et les exercices sur le terrain, mais l'école manque de personnel pour traiter ces informations. Le commandant demande alors à McNair de compiler les données dans des tables de tir afin de faciliter la planification et le contrôle des tirs indirects pour les unités d'artillerie de toute l'armée de terre. Pendant qu'il exécute cette mission en 1913, il passe également sept mois en France pour observer et recueillir des informations sur l'instruction, la formation et l'emploi de l'artillerie de l'armée française.
En avril 1914, McNair est promu au grade de capitaine permanent et, d'avril à novembre 1914,, il participe à l'expédition de Veracruz comme commissaire du 4e régiment d'artillerie de campagne. Réassigné à la demande du commandant régimentaire Lucien Grant Berry (en), McNair est chargé de se procurer, d'entreposer, d'entretenir, de comptabiliser et de distribuer le matériel du régiment, y compris l'équipement et les armes. En 1915 et 1916, il est de nouveau affecté à l'École d'artillerie de campagne, où il continue à travailler sur les procédures de mise en œuvre des données de la table de tir qu'il a publiées. Il continue également à expérimenter différents types de pièces d'artillerie afin de pouvoir faire des recommandations sur la fabrication et l'approvisionnement au moment où l'US Army commence à se préparer en vue d'une éventuelle participation à la Première Guerre mondiale. Il retourne au 4e régiment d'artillerie de campagne pour participer à l'expédition punitive contre Pancho Villa à la frontière entre le Texas et le Mexique ; d'abord comme officier d'état-major, puis comme commandant d'une batterie. En mai 1917, il est promu major et affecté à un poste temporaire d'instructeur au camp de formation des élèves-officiers à Camp Bullis (en) au Texas.

## Première Guerre mondiale

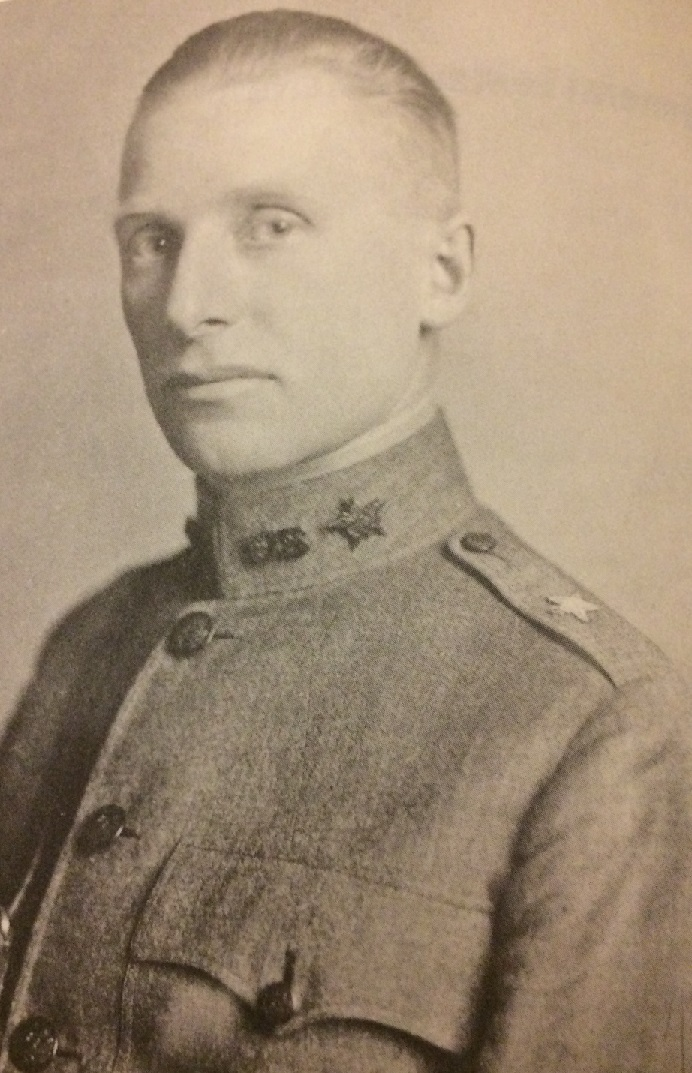
McNair en 1919, alors brigadier-général dans l'AEF.

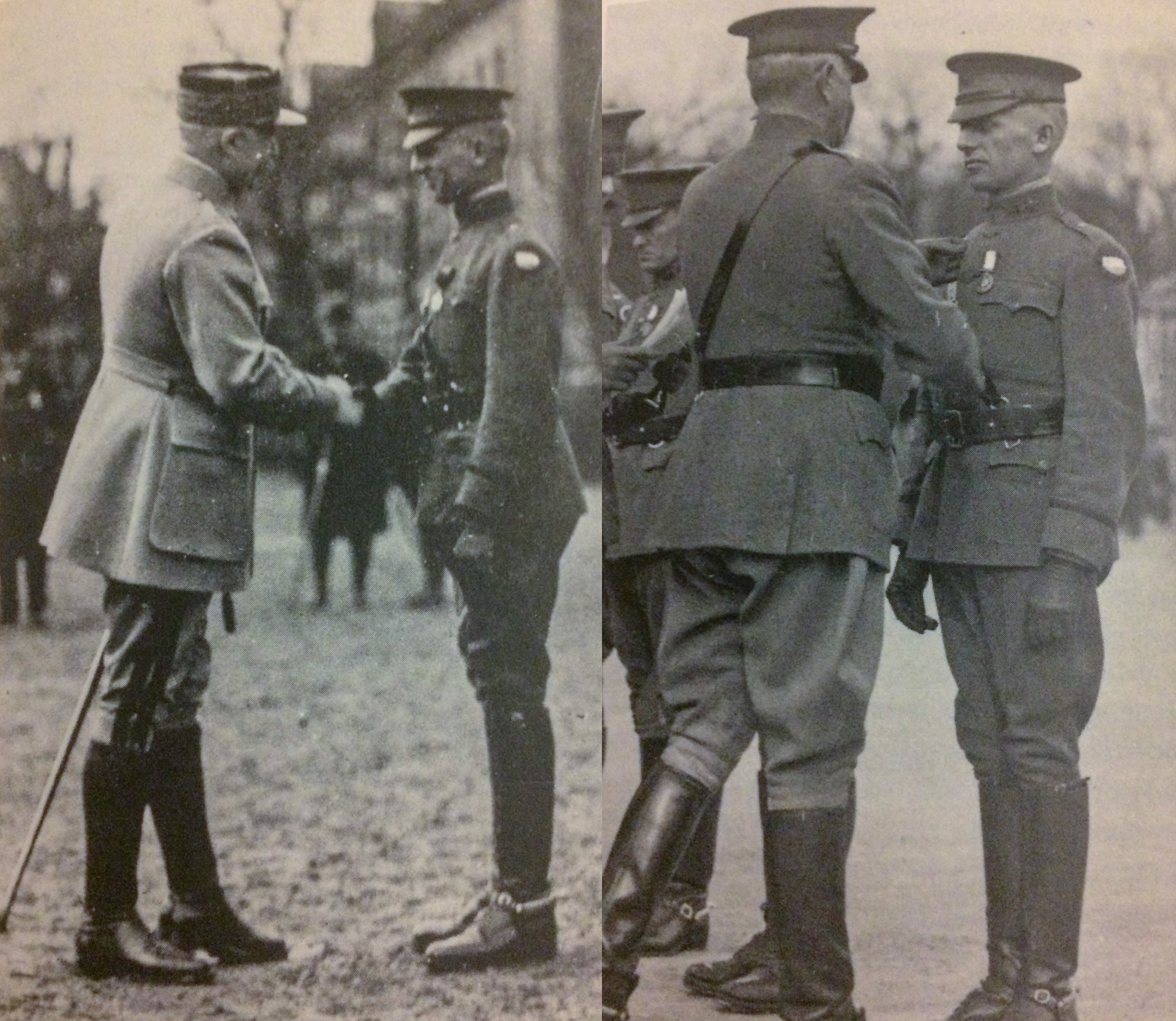
En 1919, McNair reçoit l'Army Distinguished Service Medal des mains de John Pershing (à droite) et la Légion d'honneur française de Philippe Pétain (à gauche).

En avril 1917, les États-Unis entrent dans la Première Guerre mondiale. Après son affectation à Leon Springs, McNair est affecté à la 1re division d'infanterie, alors située à Camp Stewart, dans le comté d'El Paso au Texas. Affecté au quartier général de la division au titre de chef d'état-major adjoint pour l'instruction, McNair est chargé de l'organisation de la mobilisation avant le déploiement, de la formation individuelle des soldats et de l'instruction collective de l'unité. Au départ de la division pour la France, McNair partage ses quartiers à bord du navire avec le chef d'état-major adjoint de la division pour les opérations, George Marshall. Au cours de leur long voyage en mer, ils tissent des liens personnels et professionnel qu'ils conservent tout au long de leur carrière.
McNair est promu lieutenant-colonel temporaire en août 1917, peu de temps après son arrivée en France. Il est affecté au quartier général de l'American Expeditionary Force (AEF) comme chef de l'instruction et de la tactique d'artillerie dans la division d'instruction de l'état-major de l'AEF (G-5). Il est promu colonel temporaire en juin 1918 et brigadier-général temporaire en octobre ; à 35 ans, il est le plus jeune officier général de l'armée. Il continue d'impressionner ses supérieurs par son expertise technique et tactique et, à la fin de la guerre, il reçoit l'Army Distinguished Service Medal des mains de John Pershing et il est fait officier de la Légion d'honneur française par Philippe Pétain,.
En juin 1919, McNair est nommé au conseil de l'AEF chargé d'étudier la question de savoir comment fournir un soutien au tir indirect mobile adéquat à l'infanterie pendant le combat. Ce groupe, appelé le Conseil de Lassiter en l'honneur de son président, le major-général William Lassiter (en), fait partie d'un groupe formé par l'AEF pour examiner les plans et les activités en temps de guerre et faire des recommandations sur l'équipement, la doctrine et l'instruction futurs de l'Armée de terre.

## Entre-deux-guerres

### School of the Line
McNair ne demeure au comité de Lassiter que brièvement car il est affecté comme l'un des membres du corps professoral de la School of the Line de l'United States Army. L'école qui a cessé ses activités pendant la guerre est reconstituée à Fort Leavenworth pour offrir une haute formation  aux officiers sur le terrain dans les domaines de la planification et de la supervision de l'exécution des opérations au niveau de la division et des unités inférieures. McNair revient à son grade de major permanent et demeure à l'école jusqu'en 1921.
En plus d'avoir reçu des éloges pour son travail de conception et d'application de son programme de cours, McNair joue également un rôle clé dans une autre tâche traditionnellement assignée à la School of the Line : l'élaboration et la promulgation du Field Service Regulations (en), le principal document de l'Armée de terre pour codifier la doctrine de la formation et de la préparation militaire. Tout en travaillant à la faculté de la School of the Line, il devient donc également l'un des principaux auteurs de la révision du Field Service Regulations de 1923. Les officiers affectés à la faculté et chargés de redémarrer l'école après la Première Guerre mondiale ont tous été crédités d'avoir suivi le cours, y compris McNair.

### Département d'Hawaï

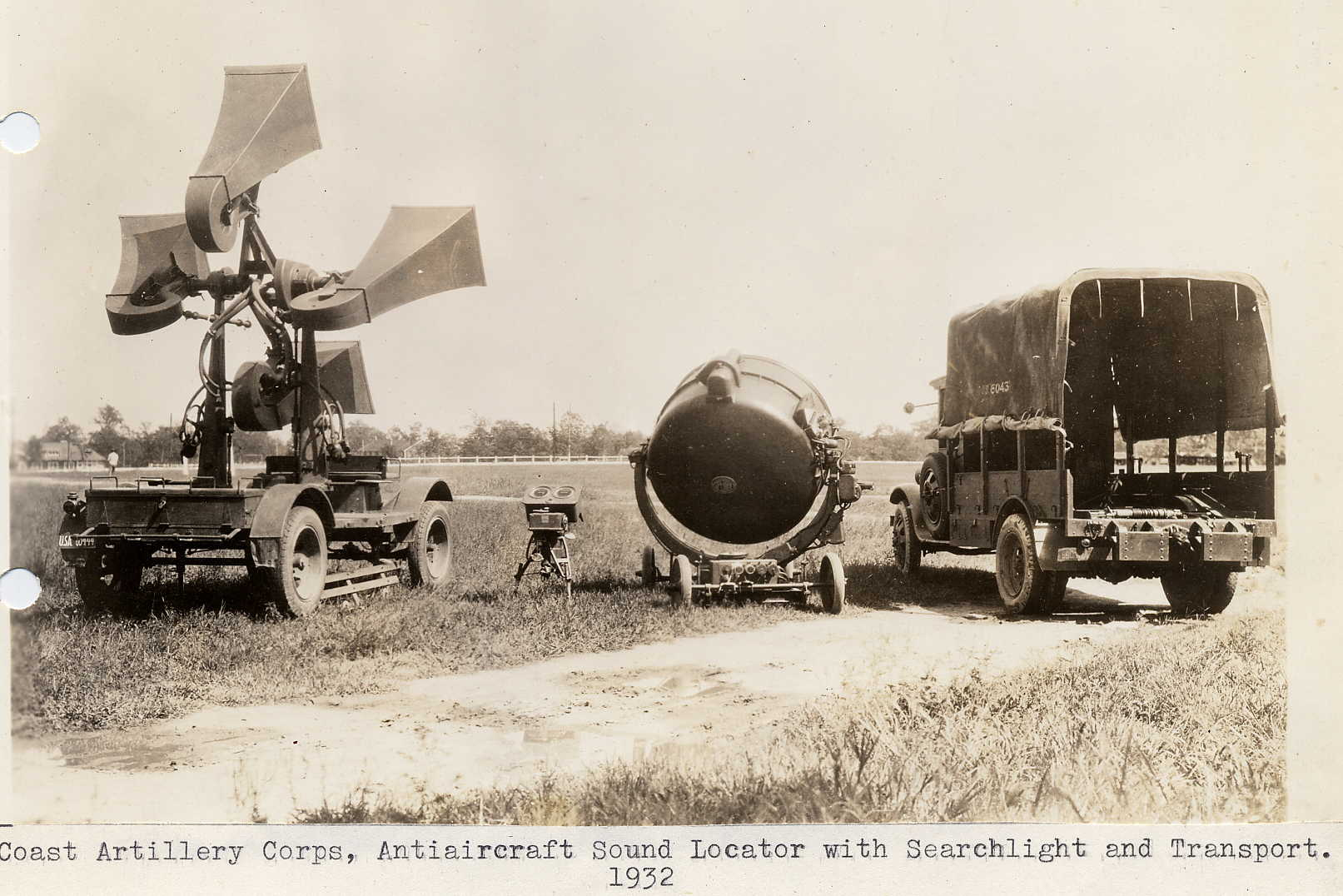
Localisateur acoustique et projecteur de l'artillerie côtière, 1932. Le rapport de McNair sur la défense d’Hawaï indiquait qu'un équipement de détection acoustique et d'éclairage suffisant était essentiel au succès de la défense côtière.

En 1921, McNair est affecté au Fort Shafter (en) et nommé chef d'état-major adjoint des opérations (G-3) au quartier général du département hawaïen de l'United States Army. Pendant son séjour à Hawaii, il participe au débat en cours dans l'armée de terre sur les meilleures méthodes pour assurer la défense côtière qui engage l'United States Army Coast Artillery Corps (en) et l'United States Army Air Service,. Assigné au projet par le commandant du département hawaïen, le major général Charles Pelot Summerall (en), en raison de sa réputation d'objectivité dans l'analyse et l'expérimentation des armes et du matériel militaires, McNair crée un comité composé de lui-même, de deux officiers de l'artillerie côtière et d'un officier d'aviation pour enquêter sur les forces et les faiblesses des deux branches, notamment en ce qui concerne la défense des bases de l'armée de terre et de la marine à Oahu, et faire des recommandations sur la meilleure façon d'employer l'artillerie côtière et les avions militaires.
Le comité de McNair effectue de nombreux tests d'artillerie côtière et d'avions bombardiers dans diverses conditions, et compile des tableaux et des graphiques pour illustrer ses résultats. Le groupe conclu que l'artillerie côtière est suffisante pour la défense du rivage, à condition de disposer d'équipements adéquats pour détecter et cibler les navires ennemis, tandis que les bombardiers sont moins précis, mais plus efficaces pour détruire les navires ennemis à plus longue distance. y compris lors d'intempéries.

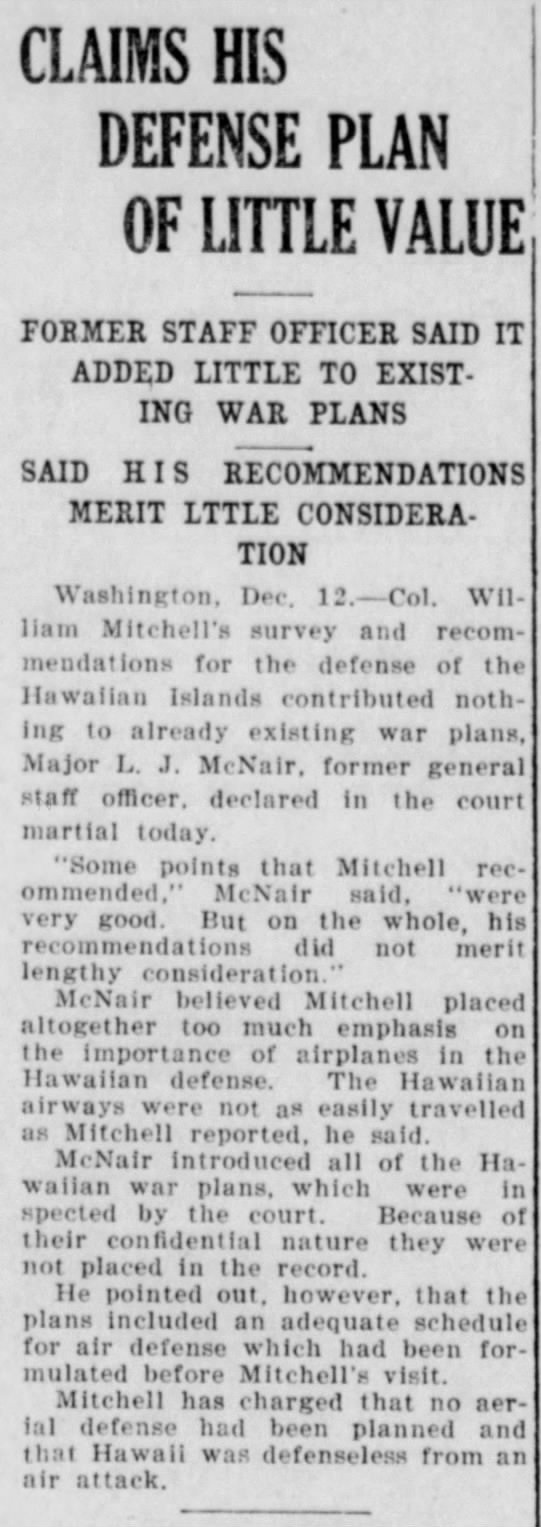
Compte rendu dans les journaux du témoignage de McNair à la cour martiale de Billy Mitchell en 1925.

En plus de son travail sur le problème de la défense côtière, McNair est également responsable de la révision du Plan de guerre Orange, le plan de défense conjoint de l'armée de terre et de la marine pour contrer une attaque du Japon contre Hawaï. Cette éventualité est une préoccupation majeure des chefs militaires américains pendant les années entre la Première et la Seconde Guerre mondiale. Parmi les contributions de McNair à la mise à jour de ce plan, on peut mentionner la création de plusieurs plans d'urgence pour compléter le plan de guerre principal. Ces plans d'urgence prévoient notamment l'utilisation des armes chimiques pour se défendre contre une attaque japonaise, la déclaration de la loi martiale à Hawaï et le maintien d'une défense contre les envahisseurs japonais en attendant des renforts du continent américain.
En 1924 et 1925, McNair et Summerall défendent  le travail de McNair alors qu'il est critiqué au cours du débat sur l'avenir du Service aérien de l'Armée de terre. Le chef du Service aérien, le major-général Mason Patrick (en), soutient que les conclusions de la commission McNair sous-estiment les capacités des bombardiers et que les données compilées par la commission sont inexactes. En réponse, le major-général Frank W. Coe (en), chef du Corps d'artillerie côtière (en), souligne que le panel de McNair comprenait à la fois des officiers de l'artillerie côtière et des officiers du service aérien, et que les expériences avec les aéronefs avaient inclus des officiers de l'artillerie côtière à titre d'observateurs. De plus, les équipages d'aéronef qui ont participé aux expériences de la commission McNair ont eu l'occasion de faire part de leurs commentaires et de leurs préoccupations au sujet des méthodes et des conclusions de la commission. Coe conclut son argumentation en recommandant que les conclusions de la commission McNair soient approuvées par l'Armée de terre comme position officielle sur la question de l'artillerie côtière par rapport aux bombardiers pour la défense côtière. La recommandation de Coe n'est pas suivie ; les groupes d'experts et comités subséquents ont continué d'enquêter et de débattre de la question. En outre, le débat s'est poursuivi sur la question plus vaste de savoir si le Service aérien devrait demeurer une composante de l'Armée de terre ou devenir une branche distincte de l'armée de terre.
L'implication de McNair dans ce dossier se poursuit en 1925 lors de la cour martiale du brigadier général Billy Mitchell, dont le zèle pour la création d'une force aérienne distincte donne lieu à des accusations d'insubordination. Mitchell fonde ses affirmations sur le fait que des personnes qui ne sont pas des  aviateurs ignorent les questions d'aviation et sur des événements dont il prétend faussement avoir été témoin à Hawaï pendant les expériences du comité de McNair. Summerall est tellement furieux de la remise en question de son intégrité et de celle de McNair qu'il tente d'être nommé président de la cour martiale. Au cours du procès de Mitchell, le major-général Robert Courtney Davis, l'adjudant-général de l'armée de terre, ordonne à Summerall et McNair de témoigner. Ils réfutent les affirmations de Mitchell selon lesquelles, pendant son séjour à Hawaï en 1923, le ministère hawaïen n'avait aucun plan pour défendre Oahu contre les attaques japonaises. Ils ont également démontré que Mitchell avait tort d'affirmer que le service aérien n'était pas traité équitablement dans la distribution des ressources à Hawaï ; en fait, Summerall avait réaffecté le financement, l'équipement et d'autres matériels des autres directions générales au service aérien. Mitchell est reconnu coupable et condamné à une suspension de cinq ans de service actif. Ce dernier démissionne finalement de l'armée de terre pour pouvoir continuer à plaider en faveur de la création d'une force aérienne distincte. Malgré la controverse, le travail de McNair permet à celui-ci de gagner sa réputation de penseur, de planificateur et de leader objectif et innovateur, lui permettant de demeurer dans la lumière pour des postes de rang et de responsabilité croissants.

### Université Purdue

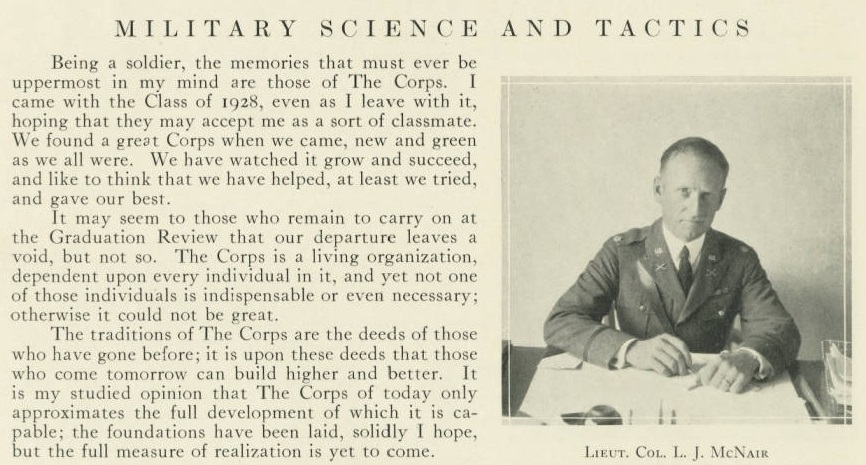
Le profil de McNair dans l'annuaire de l'Université Purdue de 1928.

En 1924, McNair est nommé professeur de sciences et de tactique militaires pour le programme de formation des officiers de réserve (ROTC) de l'Université Purdue. Conformément au National Defense Act of 1920 (en), le ROTC offre un cours de deux ans pour les étudiants de première et deuxième année, qui est obligatoire dans plusieurs universités, dont Purdue. Le programme offre également une formation avancée pour les juniors et les seniors qui souhaitent poursuivre leur formation militaire et éventuellement obtenir une charge dans la Armée de réserve, la Garde nationale ou l'Armée régulière. En plus de suivre ce modèle académique, depuis 1919, Purdue organise ses cadets du ROTC comme une unité d'artillerie de campagne motorisée, ce qui a joué en faveur des forces de McNair.
Le président de Purdue, Edward C. Elliott (en), est un ardent défenseur du ROTC au niveau national et une voix de premier plan contre le mouvement pacifiste qui gagne en force et en influence après la Première Guerre mondiale. McNair devient lui, l'avocat de la préparation militaire en général et du ROTC en particulier, et s'oppose également aux pacifistes. Déjà auteur prolifique d'articles de revues professionnelles sur des sujets techniques militaires, il rédige de nombreux articles et lettres en faveur de l'instruction et de la préparation militaires et contre le mouvement pacifiste. Il continue également à écrire sur des sujets propres à l'Armée, notamment des articles qui préconisent la réforme du système de promotion des officiers de l'armée de terre afin de replacer le mérite comme considération première.
McNair apporte également plusieurs changements positifs au programme de ROTC de Purdue. Comme le souligne Elliott, le ROTC de Purdue a précédemment fait l'objet de plusieurs changements rapides de commandement qui ont eu pour conséquence une désorganisation et un moral bas. Le leadership, l'expertise technique et les capacités administratives de McNair entraîne une participation accrue des étudiants et améliore le moral, et le programme devient la plus grande unité d'artillerie légère de l'armée de terre. Lorsque le chef de l'artillerie de campagne tente de réaffecter McNair à Fort Bragg, pour prendre en charge la révision des règlements sur l'artillerie de campagne de l'Armée de terre, Elliott proteste et obtient de garder McNair jusqu'en 1928, à la fin de la période habituelle de quatre ans pour les professeurs du ROTC.

### United States Army War College
En 1928, McNair est promu lieutenant-colonel et entre au United States Army War College, le plus haut niveau d'éducation formelle pour les officiers de l'armée de terre. Dans les années 1920, le programme d'études a été révisé de sorte que celui-ci se concentre à cette époque sur les questions économiques, industrielles et logistiques liées aux mobilisations de guerre à grande échelle, ainsi que sur la doctrine, la stratégie et les exigences tactiques associées à l'organisation, à l'entraînement, au déploiement et à l'utilisation d'unités à grande échelle (habituellement des divisions et des unités supérieures). En plus de participer à des séminaires sur les fonctions d'état-major (G-1 pour le personnel, G-2 pour le renseignement, G-3 pour les opérations et l'instruction et G-4 pour la logistique), McNair et ses camarades de classe du War College font partie de comités qui étudient les plans de guerre et proposent des améliorations, examinent les règlements et proposent des mises à jour et étudient et discutent des questions de politique étrangère et de défense de niveau stratégique. Parmi ses camarades de classe se trouvent plusieurs officiers qui sont devenus importants lors de la Seconde Guerre mondiale, notamment : Simon Bolivar Buckner, Jr., Roy Geiger, Oscar Griswold, Clarence Huebner, Troy Middleton et Franklin C. Sibert.
Après avoir obtenu son diplôme, McNair reçoit une excellente évaluation et une recommandation du commandant afin qu'il soit proposé pour un poste de haut commandement ou un poste supérieur au sein de l'état-major général du Département de la Guerre des États-Unis. De plus, le commandant transmet au Département de la Guerre le projet de recherche final de McNair sur les moyens qui permettraient au Département de maximiser l'efficacité de l'affectation des fonds pour la formation des unités. Le commandant qualifie ce travail d'étude d'un mérite exceptionnel effectuée au War College.

### United States Army Field Artillery School

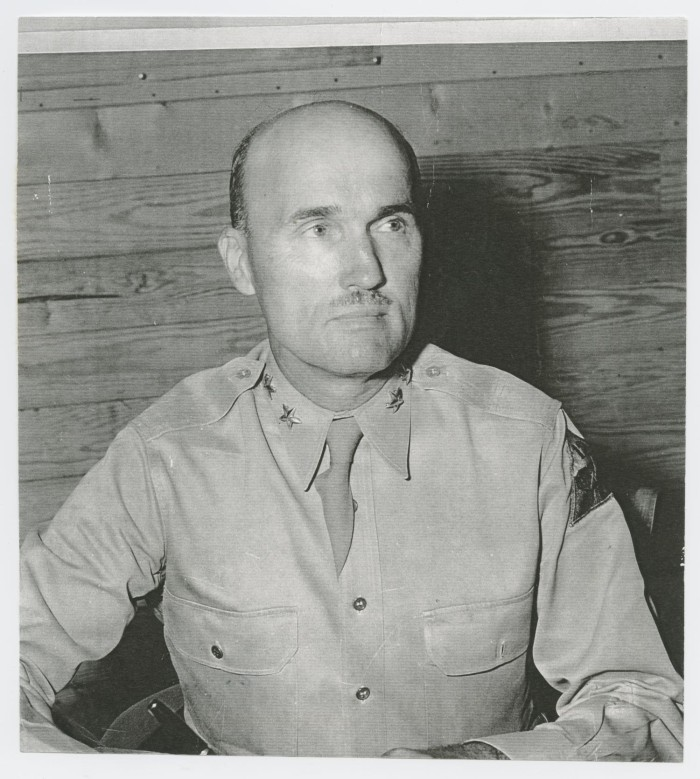
Carlos Brewer, l'un des trois chefs successifs du département d'artillerie de l'École d'artillerie qui a expérimenté les techniques de tir indirect avec le soutien de McNair.

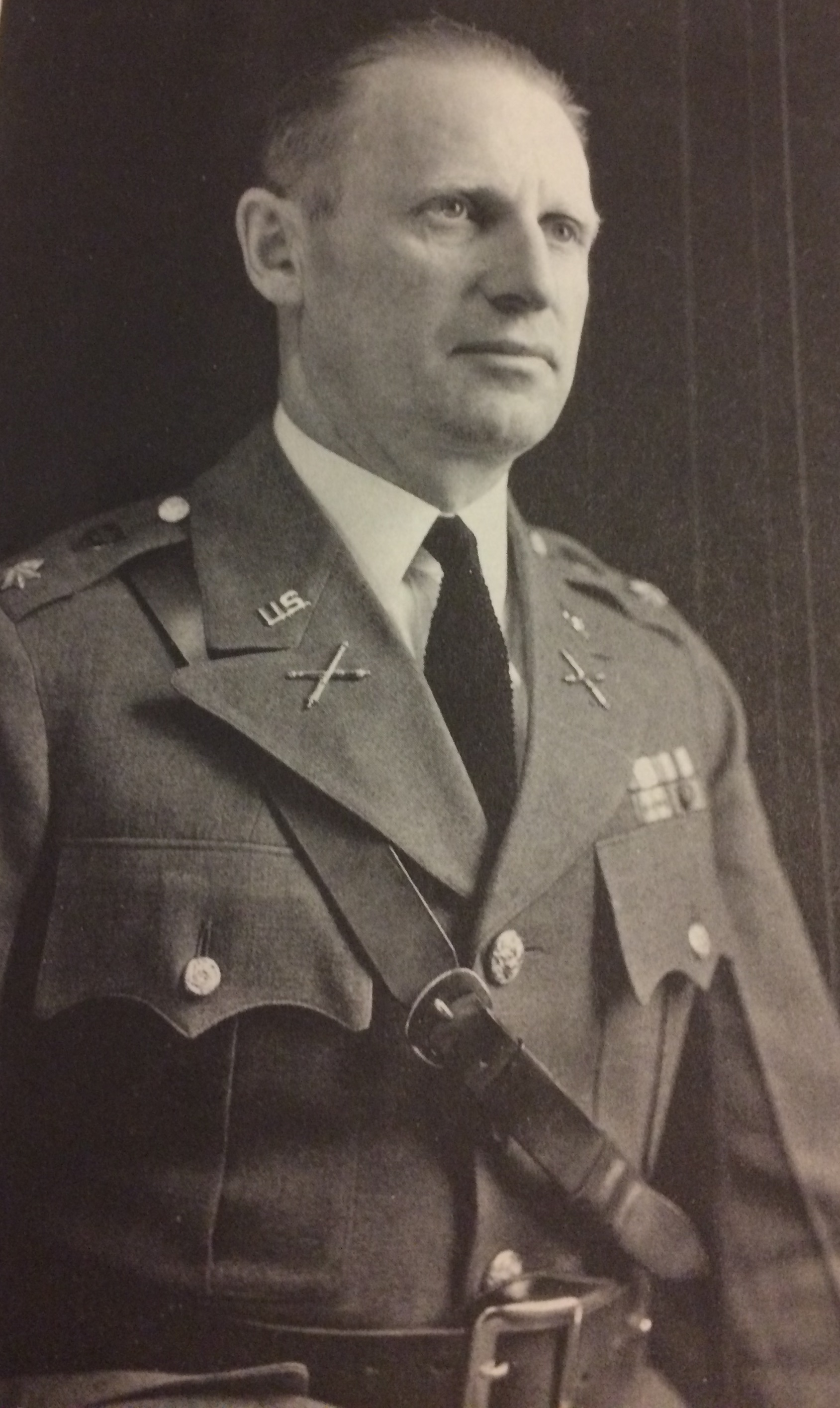
McNair comme commandant adjoint de Fort Sill en 1929.

Après l'obtention de son diplôme au War College, McNair est affecté au poste de commandant adjoint de l'United States Army Field Artillery School (en) à Fort Sill. Dans le cadre de ses fonctions, il travaille avec le Département d'artillerie de l'École pour régler les problèmes de doctrine qui persistent depuis la Première Guerre mondiale, notamment la mobilité limitée, les communications insuffisantes et la complexité des techniques de direction du tir. Jacob Devers, Carlos Brewer (en) et Orlando Ward (en), directeurs successifs du département d'artillerie, reconnaissent que l'amélioration continue des innovations, y compris les mitrailleuses et les chars d'assaut, rende peu probable que la guerre de tranchées statique de la Première Guerre mondiale se reproduise. Par conséquent, ils  expérimentent de nouvelles techniques, notamment l'augmentation de la vitesse du soutien de l'artillerie aux blindés et à l'infanterie mobiles en habilitant les officiers d'appui-feu qualifiés pour l'artillerie attachés à ces formations à diriger le tir de l'artillerie. De plus, ils sont les premiers à mettre au point des techniques pour améliorer la précision de tir, avec des observateurs avancés qui peuvent diriger les tirs vers les cibles en fonction de leur impact, plutôt que les tirs chronométrés non observés et les barrages roulants qui avaient prévalu pendant la Première Guerre mondiale. McNair appuie ces innovations et s'oppose aux officiers supérieurs qui se montrent hostiles à ces dernières.
Devers, Brewer et Ward préconisent également de diriger l'artillerie à partir du niveau du bataillon plutôt qu'à partir du niveau de la batterie. Selon eux, le regroupement de l'artillerie et son contrôle central à partir d'un centre de commandement de tir permet aux commandants supérieurs de fournir rapidement un soutien direct aux zones du champ de bataille où il est le plus nécessaire. McNair préconise cette tactique depuis la Première Guerre mondiale ; il est soutient donc le Département d'artillerie et travaille à la mise en œuvre de ce changement doctrinal tout en protégeant le Département de toute ingérence extérieure. Au fil du temps, les améliorations apportées au matériel et aux procédures de communication ainsi que les changements apportés à la doctrine permettent la mise en œuvre d'un grand nombre de ces innovations, et ces dernières deviennent en grande partie la norme dans les unités d'artillerie de campagne lors des opérations de la Seconde Guerre mondiale.
À la fin de son affectation comme commandant adjoint de l'école en 1933, McNair reçoit les notes les plus élevées pour son efficacité, ainsi que des recommandations pour sa promotion au grade de colonel et son affectation au commandement dans une régiment ou une brigade.

### Vers la première étoile de général

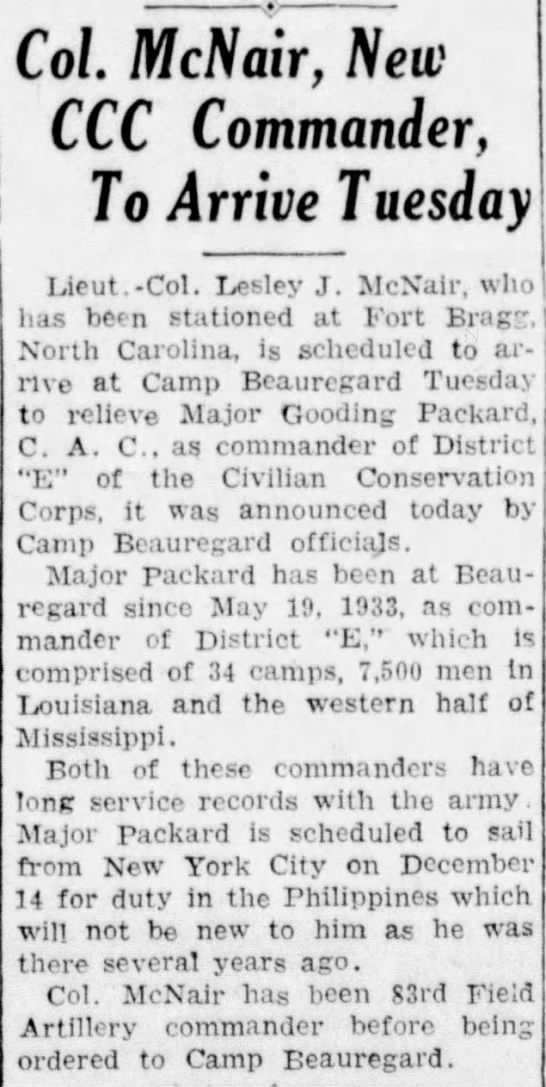
Article annonçant McNair comme commandant du CCC de la région de la Louisiane.

McNair prend le commandement du 2e bataillon du 16e régiment d'artillerie de campagne (en) à Fort Bragg du 1er juillet au 1er octobre 1933, lorsque des changements organisationnels redéfinissent l'unité en 2e bataillon du 83e régiment d'artillerie de campagne (en). McNair dirige et restructure l'unité ainsi rebaptisée jusqu'en août 1934.
En août 1934, McNair est affecté au commandement du district E du Civilian Conservation Corps (CCC), qui fait partie du secteur du VIIe Corps area (en). Le district E, basé à Camp Beauregard (en) en Louisiane, est composé de milliers de membres du CCC répartis dans 33 camps en Louisiane et au Mississippi. Comme les autres officiers de l'armée régulière qui participent à l'organisation et au fonctionnement du CCC, McNair est chargé de planifier, diriger et superviser les activités lui conférant une expérience pratique de la mobilisation, du logement, de l'alimentation, des soins médicaux, de la supervision et de l'amélioration de la résistance physique et mentale des milliers de jeunes membres. En outre, McNair bénéficie de l'expérience de travail avec les dirigeants civils du gouvernement pour planifier et diriger les activités du CCC.  Cette expérience de travail, avec un grand nombre d'hommes est un atout mis à profit dans ses affectations ultérieures notamment pour gravir les échelons supérieurs de l'Armée de terre. Il est promu colonel en mai 1935.
Après sa promotion au grade de colonel, McNair est affecté au poste de commandant en second du chef de l'artillerie de campagne de l'Armée de terre. En plus de s'acquitter des tâches administratives habituelles du poste, comme la gestion du calendrier des rendez-vous du commandant et la gestion de sa correspondance, McNair peut continuer d'expérimenter et de tester l'équipement et les armes d'artillerie de campagne, notamment en se rendant à l'Aberdeen Proving Ground au Maryland pour tester les canons antichar et anti-aérien Hotchkiss.  Il étudie et rédige également  des articles sur l'utilisation des autogires pour le ciblage de l'artillerie de campagne et l'observation des tirs indirects, qui anticipe l'utilisation des hélicoptères dans la guerre moderne. En janvier 1937, McNair est promu brigadier général.

### Commandement de la2ebrigade d'artillerie
En mars 1937, McNair est affecté au commandement de la 2e brigade d'artillerie de campagne, une unité de la 2e division d'infanterie, alors basée à Fort Sam Houston au Texas. Alors que l'armée de terre continue d'expérimenter l'équipement et les armes et à revoir son organisation au fur et à mesure qu'elle se mécanise et se modernise, le chef d'état major de l'armée de terre veut tester une nouvelle organisation de la division avec la division en triangle (plutôt que la division en carrée (en) utilisée pendant la Première Guerre mondiale) en créant une Proposed Infantry Division (PID). La 2e division d'infanterie est choisie pour effectuer les essais, et McNair assume des fonctions supplémentaires au titre de chef d'état-major du PID. À ce titre, il gère et supervise la conception du PID, les essais sur le terrain, les examens après action, les rapports et les recommandations au Département de la Guerre.
Le modèle de la division triangulaire est adopté et devient le modèle standard de l'armée de terre pour les divisions d'infanterie pendant la Seconde Guerre mondiale. Dans son évaluation annuelle, le commandant de sa division, le major-général James K. Parsons (en) évalue très positivement McNair et recommande ce dernier pour une affectation comme chef d'état-major de corps ou d'armée. Dans ce qui est propre à l'évaluation des officiers généraux, Parsons classe McNair au deuxième rang des quarante généraux qu'il connaît personnellement. McNair demeure aux commandes de la 2e brigade d'artillerie de campagne jusqu'en mars 1939, quand il est nommé commandant du Command and General Staff College.

### Command and General Staff College

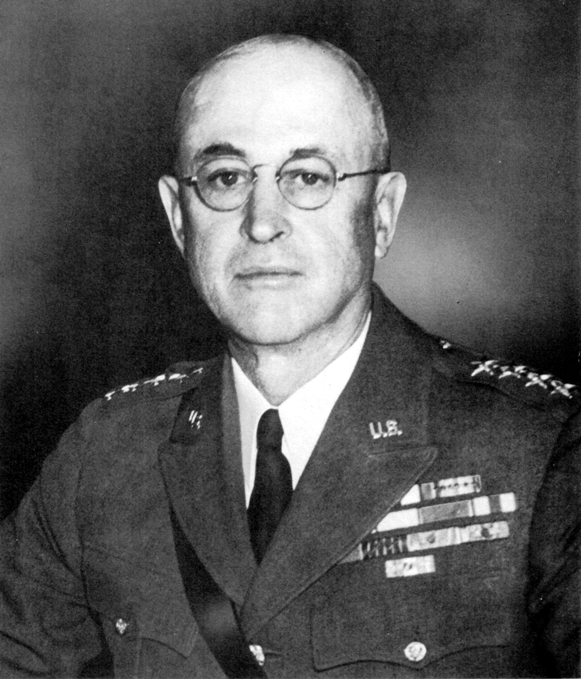
Le général Malin Craig, chef d'état-major de l'US Army, affecte McNair au commandement du Command and General Staff College.

Le chef d'état-major de l'armée de terre, le général Malin Craig, choisi McNair pour commander le Command and General Staff College parce qu'il veut rénover les méthodes d'enseignement, ainsi que les processus de planification des unités de combat qui y sont enseignés. Craig estime que ses antécédents font de McNair l'homme de la situation ; de plus, le brigadier-général George Marshall (général), son adjoint, estime que le programme d'instruction de l'école est trop rigide et trop axé sur un processus d'état-major orienté vers le leadership des unités de l'armée régulière. De l'avis de Marshall, le programme d'études doit être remanié pour tenir compte des besoins probables de l'armée de terre lors de la Seconde Guerre mondiale qui se profile, notamment avec des méthodes plus rapides et plus souples de planification et d'exécution des mobilisations à grande échelle et l'intégration de processus de formation des appelés et des membres de la Garde nationale, qui vont prendre leur service avec moins de formation et d'expérience que ceux de l'armée régulière. De plus, Marshall veut s'assurer que les diplômés sont prêts à planifier et à exécuter des opérations basées sur des manœuvres offensives que les planificateurs de l'armée prévoient caractériser la Seconde Guerre mondiale, par opposition à la guerre de tranchées défensive de la Première Guerre mondiale.
En plus de moderniser le programme d'études, McNair réduit la durée des cours pour tenir compte des horaires civils des officiers de la Garde nationale et de la Réserve, dont bon nombre ne peuvent autrement y assister. Tout en travaillant à rénover le programme, McNair modifie la doctrine fondamentale de l'armée de terre incarné par le Field Service Manual. Il finalise la publication de l'édition de 1939, qui est divisée en trois manuels de campagne (FM) : FM 100-5, Opérations ; FM 100-10, Administration ; et FM 100-15, Grandes unités. En raison des critiques de l'édition de 1939, McNair commence presque immédiatement à travailler sur une mise à jour, avec George Marshall, maintenant chef d'état-major de l'armée de terre, ordonnant que celle-ci soit publiée au plus tard le 1er janvier 1941. Le travail sur l'édition de 1941 est encore en cours lorsque McNair est à nouveau affecté ; lorsque celle-ci est publiée, il devient le principal document doctrinal de l'armée durant la Seconde Guerre mondiale. 
McNair continue de recevoir d'excellentes évaluations de sa hiérarchie. Lors de sa première évaluation en tant que commandant, Craig classe McNair au deuxième rang des 41 généraux de brigade qu'il connaît. Dans une évaluation de ses fonctions supplémentaires de commandant du poste de Fort Leavenworth, le major général Percy Poe Bishop (en), commandant du secteur du VIIe Corps, classe McNair au cinquième rang sur 31 généraux de brigade qu'il connaît. Au moment de sa deuxième évaluation en tant que commandant, le Département de la Guerre a renoncé à l'exigence d'une évaluation écrite des officiers supervisés directement par le chef d'état-major de l'armée de terre, mais dans son deuxième rôle de commandant du Fort Leavenworth, McNair est considéré comme supérieur dans tous les domaines par Bishop, recommandé par celui-ci pour un commandement supérieur et le classe premier des brigadiers généraux qu'il connaît.

## Seconde Guerre mondiale

### Quartier général de l'US Army
En juillet 1940, McNair est affecté comme chef d'état-major du quartier général de l'US Army (GHQ), l'organisation créée par l'armée de terre pour superviser la mobilisation, l'organisation, l'équipement et la formation pendant la Seconde Guerre mondiale. Marshall est nommé commandant du GHQ en plus de ses fonctions de chef d'état-major de l'US Army ; pour se concentrer sur son rôle principal, il délègue largement à McNair la responsabilité de la gestion du GHQ. Dans le cadre de cette relation de travail, Marshall fourni à McNair des conseils et des directives générales pour le fonctionnement courant, alors que McNair doit obtenir l'approbation de Marshall pour les décisions les plus importantes. Alors que les responsabilités du GHQ se développent à la suite de l'entrée en guerre des États-Unis, les prérogatives de McNair sont grignotées par les membres du Département de la Guerre ; par exemple, la section logistique de l'état-major (G-4) conserve l'autorité sur les commandements de zone des corps d'armée en ce qui concerne le cantonnement, l'équipement et l'approvisionnement des soldats en formation lors de la mobilisation, ce qui limite la capacité du GHQ à planifier et surveiller leur exécution.
En réponse, McNair propose d'établir l'unité de commandement du GHQ sur les quatre armées de campagne et les huit zones de corps d'armée (en) ; selon son concept, chaque quartier général de zone de corps aurait la responsabilité de toutes les fonctions administratives dans leurs secteurs de responsabilité, permettant au GHQ et aux armées, corps et divisions de campagne de se concentrer sur l'organisation, la formation et l'administration des unités militaires mobilisées qui se préparent à aller combattre. Bien que Marshall a d'abord été réceptif, les membres de l'état-major général du Département de la Guerre refuse la proposition de McNair, et Marshall se range finalement sur leur position.
Le petit état-major du GHQ comprend des représentants de chacune des principales branches de l'armée de terre, infanterie (en), artillerie de campagne, cavalerie, artillerie côtière (en), blindée (en), génie et transmissions, ainsi que des officiers de liaison représentant la Garde nationale et la Réserve de l'Armée. Au fur et à mesure que le rythme des opérations s'accélère, l'effectif s’élargit pour inclure des représentants des sections G-1, G-2, G-3 et G-4. Parmi les personnes qui servent dans l'état-major du GHQ se trouve Lloyd D. Brown (en), qui succède plus tard à Omar Bradley comme commandant de la 28e division d'infanterie, et Mark Wayne Clark, qui commande par la suite le 15e groupe d'armées.  L'agent de liaison de la Garde nationale de McNair est Kenneth Buchanan, qui sert plus tard comme commandant en second de la 28e et de la 9e division d'infanterie, et comme général de division et commandant de la Garde nationale de l'Illinois (en) après la guerre.

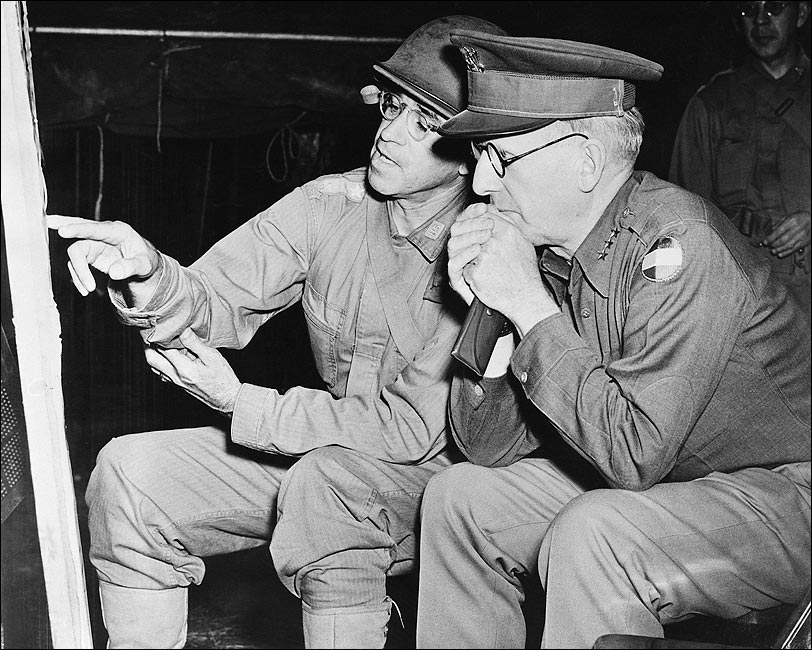
Omar Bradley, alors commandant de la 82e division d'infanterie, discute avec McNair lors de manœuvres de Louisiane.

En tant que chef d'état-major du GHQ, McNair joue un rôle de premier plan dans la planification et la réalisation des manœuvres de 1940 et 1941 en Louisiane (en) et en Caroline du Nord et du Sud (en), des simulations à grande échelle qui permettent à l'armée d'observer et de tirer des conclusions concernant la formation, la doctrine, le commandement et d'autres éléments intéressants, et qui entraînent des changements en matière de doctrine, d'équipement et d'armes. De plus, ces manœuvres servent à identifier les officiers supérieurs les plus compétents, ce qui permet à l'armée de terre d'affecter les plus performants aux postes de commandement et d'état-major de haut niveau, et de relever ou de réaffecter ceux qu'elle juge moins compétents. M. McNair est promu major-général temporaire en septembre 1940 et lieutenant-général temporaire en juin 1941.
Le Département de la Guerre assigne également des responsabilités opérationnelles au GHQ, notamment la planification de la défense des installations en Islande, au Groenland et en Alaska. Tout en conservant le contrôle global, McNair déèégue la responsabilité de ces aspects à son adjoint, le brigadier-général Harry J. Malony, afin qu'il puisse se concentrer sur les responsabilités organisationnelles et de formation du QGH. McNair établit le GHQ sur le site de l'Army War College à la Washington Barracks (maintenant Fort Lesley J. McNair), car le collège a été fermé pour la durée de la guerre.  En mars 1942, une réorganisation en profondeur de l'US Army réduit le nombre d'officiers relevant du chef d'état-major ; et en vertu de l'ordre exécutif no 9082 du 28 février 1942 sur la réorganisation de l'armée de terre et du département de la guerre et de la circulaire no 59 du 2 mars 1942 du département de la guerre, le GHQ devient le Headquarters, Army Ground Forces et ouvre ses portes le 9 mars 1942 au War College. McNair commande les Army Ground Forces (AGF) depuis ce lieu même après l'achèvement du Pentagone en 1943.

### Army Ground Forces

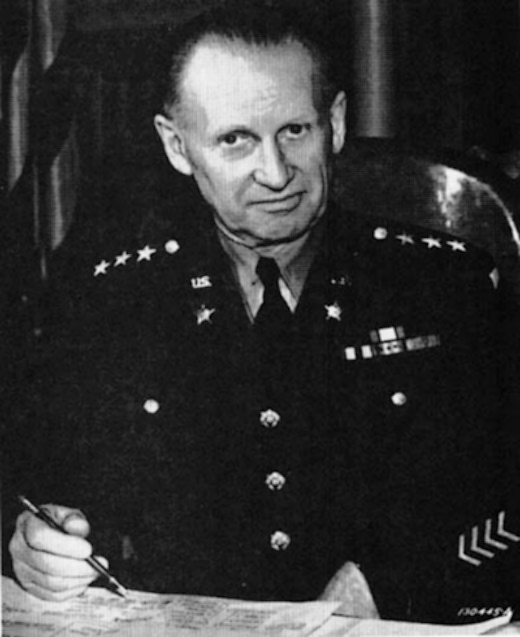
McNair à son bureau alors qu'il commande les Army Ground Forces.

#### Création et fonctionnement des AGF
En mars 1942, l'US Army désactive le GHQ à la faveur de trois nouveaux commandements fonctionnels : les Army Ground Forces (AGF), commandée par McNair ;  les Army Air Forces (AAF), commandée par le lieutenant-général Henry Harley Arnold ; et les Services of Supply (en) (plus tard Army Service Forces (en) ou ASF), commandée par le lieutenant-général Brehon Burke Somervell. La principale tâche de McNair aux AGF consiste à faire passer les forces terrestres de l'armée de terre d'un effectif de 780 000 hommes et officiers en mars 1942 à plus de 2,2 millions en juillet 1943 et à plus de 8 millions en 1945. Ses fonctions prennent beaucoup d'ampleur et incluent tous les conseils de l'armée de terre, les écoles officielles, les centres d'entraînement et les camps de mobilisation, ainsi que les activités spéciales ayant trait aux quatre armes de combat (infanterie, artillerie de campagne, cavalerie et artillerie côtière). Dans le cadre de cette réorganisation, l'armée de terre supprime les postes de chef de branche qui sont responsables de ces armes, transférant leur autorité à McNair. On lui confère également l'autorité sur quatre nouvelles branches qui ne relèvent pas des armes de combat traditionnelles - les troupes aéroportée, les blindés (en), les chasseurs de chars et l'artillerie antiaérienne (en).
L'armée de terre procède à cette réorganisation pour mettre fin aux rivalités inter-branches et à la concurrence pour la prééminence et les ressources ; en fait, elle connaît un succès mitigé, car les défenseurs de chaque branche continue à se disputer entre eux. De plus, une compétition pour l'autorité et les ressources surgit également entre l'état-major général du département de la Guerre et les trois commandements fonctionnels, et entre les commandements eux-mêmes. Habitué à travailler avec un minimum de délégation et avec un personnel réduit, McNair se concentre sur la tâche à accomplir et évite autant que possible les rivalités. Malgré cette approche, il est régulièrement impliqué dans des controverses avec les autres commandements fonctionnels, notamment une rivalité constante au sujet de l'affectation des recrues et des aspirants les plus qualifiés.

#### Recrutement et formation du personnel

##### Formation

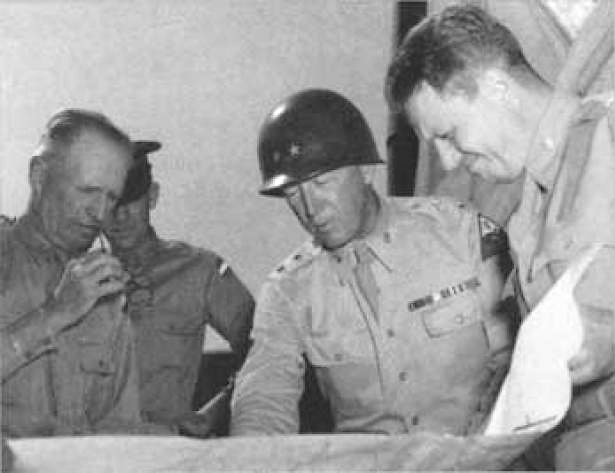
McNair et George Patton, commandant du 1er corps blindé regardant une carte durant un exercice au.

McNair organise et supervise l'enseignement des compétences de base du soldat, afin d'aider les individus à devenir des soldats généralistes compétents prêts à s'entraîner avec des unités de plus en plus complexes. Une fois qu'ils sont qualifiés, les unités effectuent des entraînements collectifs, en commençant au niveau le plus bas, et en continuant à se construire par échelons successifs jusqu'à ce que les divisions, corps et armées puissent effectuer à grande échelle des exercices simulant des forces contre des forces. Il insiste pour que l'instruction soit donnée dans des conditions réalistes, y compris avec l'utilisation de munitions réelles, ou de simulateurs qui reproduisent des munitions réelles, afin que les soldats et les commandants soient prêts à combattre une fois déployés sur les terrains d'opération.
Cependant, McNair a des difficultés à mettre en œuvre un programme de formation pour les unités de la Garde nationale, principalement en raison de leur manque d'expérience militaire préalable autre que des exercices mensuels et de courtes périodes de formation annuelles. Il recommande une démobilisation complète de la Garde nationale, mais Marshall et le secrétaire à la Guerre sont en désaccord, parce qu’ils anticipent des réactions politiques négatives et en raison des ressources humains que cela représente. McNair constate également que les commandants supérieurs de la Garde nationale sont déficients ; à son avis, les officiers de la Garde nationale ne devraient pas dépasser le grade de colonel, et les officiers professionnels à temps plein devraient commander au niveau de la division et au-dessus. En conséquence, tous les commandants de division de la Garde nationale sauf deux sont remplacés par des officiers réguliers de l'armée et la plupart des généraux de la Garde nationale sont affectés aux États-Unis ou à des postes non combattant outre-mer. Certains occupe des rôles inférieurs au commandant de division (comme commandant adjoint de division) ou des rôles administratifs et de formation, comme prévôt ou commandant scolaire. En outre, d'autres commandants de la garde nationale acceptent une réduction de grade pour servir à l'étranger.

##### Organisation des divisions de l'US Army
Les estimations initiales du Département de la Guerre prévoient que l'armée de terre doit lever, équiper, entraîner et déployer jusqu'à 350 divisions. Des estimations ultérieures révise ce nombre à la baisse pour le ramener entre 200 et 220. L'un des facteurs qui permet cette révision est que les divisions américaines sont mieux équipées dans certains secteurs que celles de leurs adversaires, surtout avec l'avancée du conflit ; par exemple, toutes les divisions américaines sont complètement mécanisées, tandis que les divisions allemandes comptent jusqu'à 4 000 chevaux pour transporter les soldats, les fournitures et l'artillerie. De plus, d'autres facteurs, dont l'entrée de l'Union soviétique dans la guerre aux côtés des Alliés après qu'Adolf Hitler a rompu son pacte de non-agression avec Joseph Staline en lançant l'opération Barbarossa, la nécessité d'assurer la disponibilité d'un nombre suffisant d'agriculteurs et de travailleurs agricoles pour la production alimentaire ainsi que la nécessité de maintenir une main-d'œuvre suffisamment importante pour assurer la production d'armes, de véhicules, de munitions et d'autres équipements ont conduit le chef d'état-major de l'US Army, George Marshall à décider le maintien des forces de combat terrestres à 90 divisions afin d'établir un équilibre entre le nombre de soldats nécessaire pour vaincre les forces de l'Axe et le nombre de civils nécessaire pour conduire l'effort de guerre. Pour atteindre cet objectif, McNair et l'état-major des AGF réorganisent en personnel et en équipement la division pour réduire le nombre de soldats nécessaires à la constitution de cette dernière. En 1945, cette initiative atteint l'objectif de Marshall en permettant à l'armée de terre de déployer 89 divisions avec le nombre de soldats équivalant à la formation de 73 divisions en 1943.

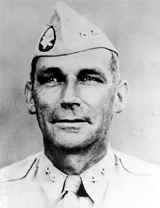
William C. Lee, l'un des principaux artisans de l'aéroporté américain.

Les efforts de l'armée de terre pour créer et déployer un nombre suffisant de divisions pour remporter la victoire comprennent également la création d'unités aéroportées. L'US Army a commencé à tester et à expérimenter des formations aéroportées en 1940 ; en 1943, William C. Lee, un des premiers partisans des forces aéroportées, convainc McNair de la nécessité de disposer d'unités aéroportées de la taille d'une division. Bien que McNair et quelques autres chefs de l'armée de terre ont parfois préconisé la création de divisions légères polyvalentes, l'armée de terre crée certaines divisions spécialisées, dont les divisions aéroportées. Cette initiative comprend l'activation du Commandement aéroporté pour superviser l'organisation et l'entraînement des unités aéroportées, la conversion des 82e et 101e divisions d'infanterie en divisions aéroportées et la préparation de ces divisions pour des missions de parachutistes et de planeurs en Europe.
McNair est également à l'origine de la création et de l'intégration de divisions légères au sein de l'armée de terre pendant la Seconde Guerre mondiale. Reconnaissant que les terrains accidentés des montagnes italiennes et des jungles du Pacifique nécessitent des unités spécialisées, l'armée de terre réorganise trois divisions existantes : la 89e division légère (camions), la 10e division légère (alpine) et la 71e division légère (jungle). Les résultats de l'entraînement préalable au déploiement démontrent que les 71e et 89e divisions sont trop petites pour se maintenir au combat, elles sont donc reconverties en divisions d'infanterie régulières. Les premiers résultats d'entraînement de la 10e division sont également peu encourageants, mais son identité en tant que division de montagne est conservée et, après avoir terminé son entraînement, elle sert au combat dans les montagnes italiennes.
Dans l'ensemble, l'organisation et la réorganisation des divisions de l'armée de terre en temps de guerre ont été jugées comme un succès par les historiens, en ce sens qu'elles ont fourni un nombre suffisant d'unités pour gagner la guerre, tout en assurant la continuité de la production agricole et industrielle.

##### Système de remplacement individuel
En tant que commandant des AGF, McNair s'efforce de résoudre le problème de l'intégration des soldats de remplacement dans les unités qui ont subi des pertes importantes. Plutôt que d'adopter le modèle de remplacement des unités qui ont subi des pertes importantes par de nouvelles unités complètes, Marshall et McNair avancent la nécessité de conserver de l'espace sur les navires de transport pour le matériel et l'approvisionnement  comme raison pour fournir individuellement des soldats de remplacement aux unités touchées alors que celles-ci sont toujours au combat. En pratique, le système de remplacement individuel cause des difficultés à la fois aux soldats de remplacement et aux unités auxquelles ils sont adjoints, surtout au cours des dernières étapes de la guerre. Notamment, les nouveaux soldats peuvent avoir de la difficulté à être acceptés par les anciens combattants de leurs unités, puisqu'ils remplacent des amis qui ont été tués ou blessés et n'ont pas partagé la même expérience des combats. De plus, souvent ces nouveaux soldats se joignent à des unités qui participent déjà au combat, il n'y a donc souvent pas le temps de leur enseigner les tactiques et les techniques qui pourrait augmenter leurs chances de survie sur le champ de bataille.
Bien que les soldats soient censés être affectés à la demande d'unités aux dépôts de remplacement en fonction de leurs qualifications et de la priorité de l'unité, McNair constate qu'en pratique, de nombreux commandants sur les théâtres d'opérations utilisent des soldats de remplacement pour constituer de nouvelles unités, ou choisissent personnellement des remplaçants dans les centres du personnel sans égard à leurs qualifications. L'affectation de soldats à des unités pour lesquelles ils ne sont pas qualifiés, comme des membres d'équipage de blindés à des unités d'infanterie, rend caduque la formation qu'ils ont reçue avant de partir outre-mer.  Pour répondre à ces problématiques, McNair préconise une qualification plus rapide des soldats de remplacement en réduisant leur entraînement de 24 à 13 semaines. Le Département de la Guerre réduit le nombre de semaines de formation à 17 semaines, mais exige que l'on continue d'utiliser le système de remplacement individuel.

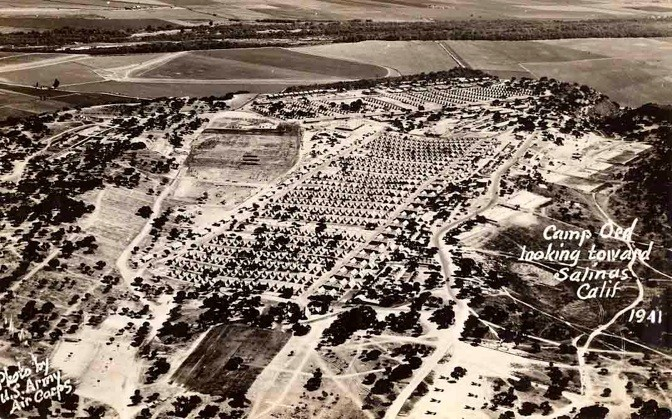
Fort Ord, Californie en 1941. Les AGF ont établi des centres de remplacement du personnel lors de la Seconde Guerre mondiale à Fort Ord et à Fort Meade.

Comme les AGF sont responsables de la mise en œuvre du système de remplacement individuel, M. McNair tente d'apporter des améliorations, notamment en dirigeant la création de la Division de la classification et du remplacement au sein de son commandement et en rationalisant les critères physiques et psychologiques utilisés pour déterminer l'aptitude au service. Des problèmes liés à la gestion des centres de remplacement aux États-Unis amènent les AGF à en établir deux nouveaux à Fort Meade, au Maryland, et à Fort Ord, en Californie. Comme les soldats d'infanterie subissent un nombre disproportionné de pertes au combat relativement aux autres branches, McNair plaide en faveur de l'acquisition de recrues de grande qualité pour les AGF, mais il n'obtient que partiellement satisfaction,. En outre, il entreprend plusieurs initiatives pour améliorer le moral et l'esprit de corps des soldats d'infanterie et afin de renforcer la bonne volonté de la population civile à l'égard de l'infanterie. Il crée notamment la l'insigne de fantassin expert et met en œuvre l'initiative « Soldat d'un jour », qui donne au gouvernement civil et aux chefs d'entreprise l'occasion de dialoguer avec des soldats mobilisés avant leur départ des États-Unis pour les combats.
Ces initiatives ne sont pas toujours couronnées de succès ; à la fin de 1944 et au début de 1945, le nombre d'unités qui combattent continuellement ou presque entraine la panne du système de remplacement. Par conséquent, des soldats affectés à l'arrière sont souvent retirés de leurs fonctions pour combler des postes vacants dans les unités de combat de première ligne et la formation de certains soldats et unités de remplacement est réduite pour pouvoir être envoyés au combat en urgence. Certaines unités sont à tel point usées que le moral, la fatigue et la maladie prennent des proportions inquiétantes et entrainent une inefficacité au combat.

##### Efforts de recrutement

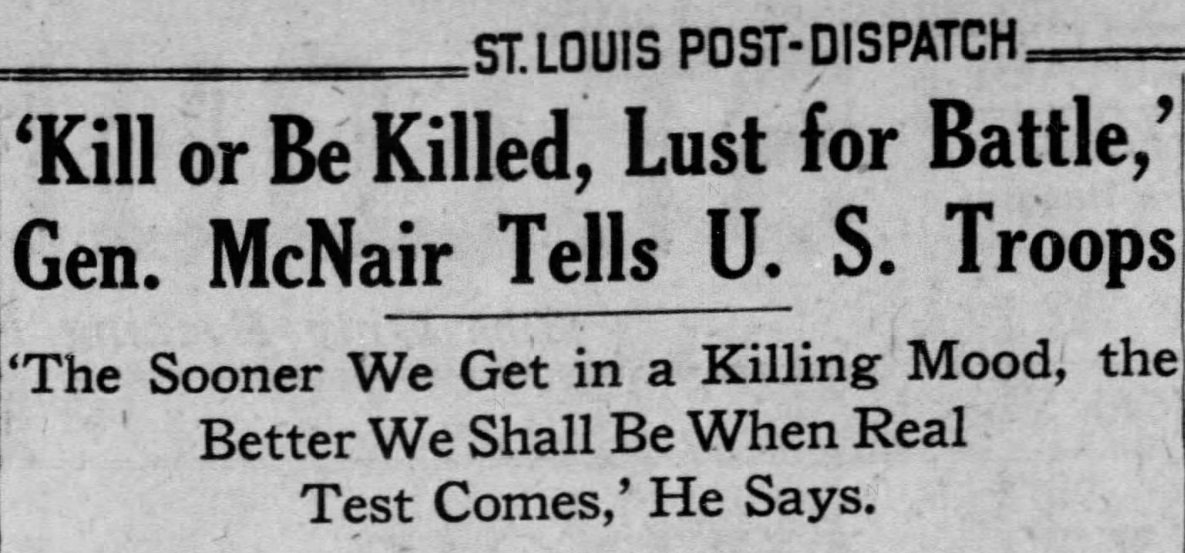
Titre du reportage sur le discours radiophonique de McNair du 11 novembre 1942. Des articles similaires sont parus dans des journaux du pays de la mi-novembre à la fin novembre.

En raison de la difficulté d'attirer dans les AGF des recrues jugées de grande qualité, McNair tente d'améliorer les relations publiques. Une partie de cet effort se retrouve avec la création d'un bureau rattaché à l'état-major de l'AGF, la « Section de l'information spéciale (SIS) »,. Une douzaine d'officiers et de soldats ayant de l'expérience en tant que rédacteurs sont enrôlés  et travaillent dans la SIS afin de promouvoir une meilleure appréciation du public envers les soldats des AGF, en particulier envers l'infanterie. De plus, le SIS travaille avec des écrivains, des éditeurs, des musiciens, des caricaturistes, des cinéastes et des artistes civils pour qu'à travers d'autres médias, pour mettre en valeur l'importance de l'infanterie au sein de leur travail. Dans le cadre de cette initiative, McNair écrit personnellement à plusieurs grands éditeurs de magazines et de journaux pour leur demander leur aide.
Dans un autre effort pour informer le public des besoins en personnel de l'armée de terre et améliorer l'image des AGF, le jour de l'Armistice Day, en novembre 1942, McNair prononce un discours radiophonique sur le NBC Blue Network. Dans son allocution intitulée « The Struggle is for Survival », McNair décrit la capacité de combat et l'attitude impitoyable des soldats des armées japonaise et allemande, et affirme que seules des qualités similaires chez les troupes terrestres américaines peuvent mener les Alliés à la victoire. La réaction du public au discours de M. McNair est largement favorable, bien qu'il soit critiqué pour des propos extrêmes qui semblent suggérer une attitude insensible envers la mort et la destruction. Mais l'allocution radiophonique de McNair ne contribue guère à améliorer le recrutement dans les forces terrestres de l'armée de terre ; le public a peut-être mieux apprécié l'infanterie, les blindés et l'artillerie, mais les volontaires et les recrues continuent à être davantage attirés par les Army Service Forces (en) (ASF) et les Army Air Forces. Ces dernières effectuent également un lobbying pour que la majorité des recrues les plus qualifiées soient affectés en leur sein,.

##### Soldats afro-américains

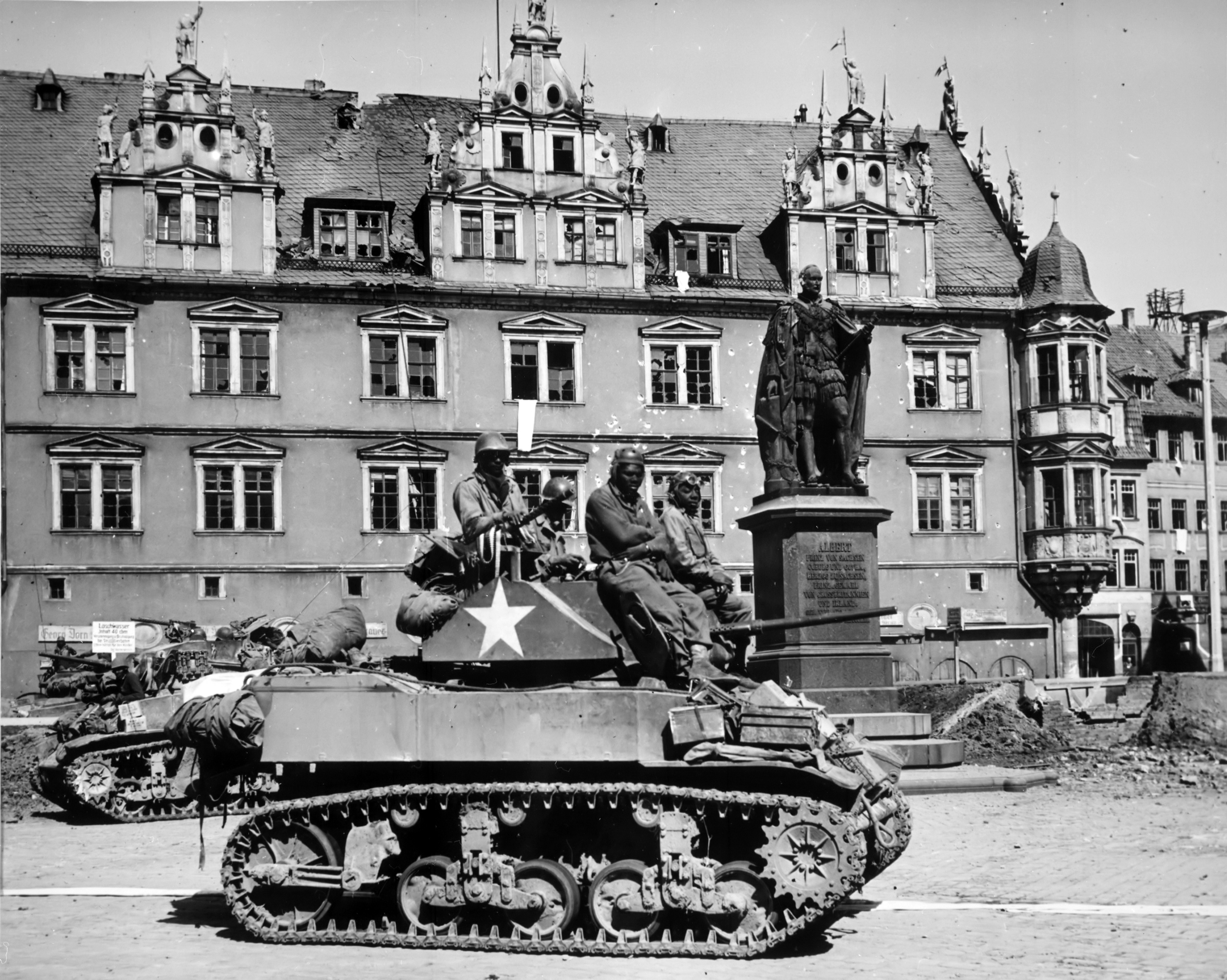
Un char et son équipage du bataillon de chars, une unité blindée afro-américaine organisée et entraînée par les AGF.

Pendant la Seconde Guerre mondiale, l'état-major général du Département de la Guerre suggère initialement d'incorporer des Afro-Américains dans les unités où il y a des soldats blancs dans une proportion de 1 noir pour 10,6 blancs. Compte tenu des difficultés à exécuter la formation, en grande partie parce que les capacités des recrues accusent un retard en raison du fait qu'elles ont grandi dans un système d'éducation et une culture ségrégationnistes qui prévaut alors aux États-Unis, McNair préconise des bataillons distincts de soldats afro-américains, arguant une plus grande efficacité. Selon McNair, de telles unités pourrait être déployées pour des fonctions telles que la surveillance des lignes de communication dans les zones arrière et près des lignes de front, ou maintenues comme réserve par les commandants de division et de corps et engagées là où elles serait le plus nécessaires au combat. La proposition qui est adoptée en définitive est proche des préconisations initiales de McNair, tout en prolongeant la période de formation initiale. 
Les règlements du Département de la Guerre relatifs aux Afro-Américains exigent alors qu'ils soient admis dans l'armée en nombre proportionnel à leur part de la population. De plus, l'armée de terre établit des unités afro-américaines séparées dans chaque branche principale du service et donne aux Afro-Américains qualifiés la possibilité de devenir officier. Les AGF s'efforcent de concilier ces exigences avec sa mission de produire des soldats et des unités entraînés capables de combattre et de vaincre l'ennemi. À cette fin, les AGF activent et entraînent des unités afro-américaines dans toutes les principales branches des forces terrestres, et des soldats noirs diplômés de l'Officer Candidate School (United States Army) (en) (OCS) sont affectés comme officier à des unités afro-américaines. Les officiers afro-américains occupent généralement des postes de commandement au niveau de la compagnie, les officiers blancs occupant les postes de terrain et de commandement supérieur. Dans les cas où il n'y a pas assez d'Afro-Américains, des officiers blancs occupent également les postes de grade de la compagnie. Au plus fort de l'expansion de l'armée de terre en juin 1943, près de 170 000 Afro-Américains s'entraînent dans les installations des AGF, soit environ 10,5 % de ses effectifs en conformité avec les exigences du Département de la Guerre ; à l'époque, les Afro-Américains représentent entre 10 et 11 % de la population américaine.
Après un petit nombre d'unités afro-américaines intégrées dans l'armée régulière et la Garde nationale, les AGF accélèrent l'entrainement et l'organisation de ces unités, dont les 92e et 93e divisions d'infanterie afro-américaines et la 2e division de cavalerie (en). En 1943, les AGF ont créé près de 300 unités afro-américaines, dont le 452e bataillon d'artillerie antiaérienne (en), le 555e bataillon d'infanterie parachutiste (en) et le 761e bataillon de blindés.

#### Doctrine et armes antichars

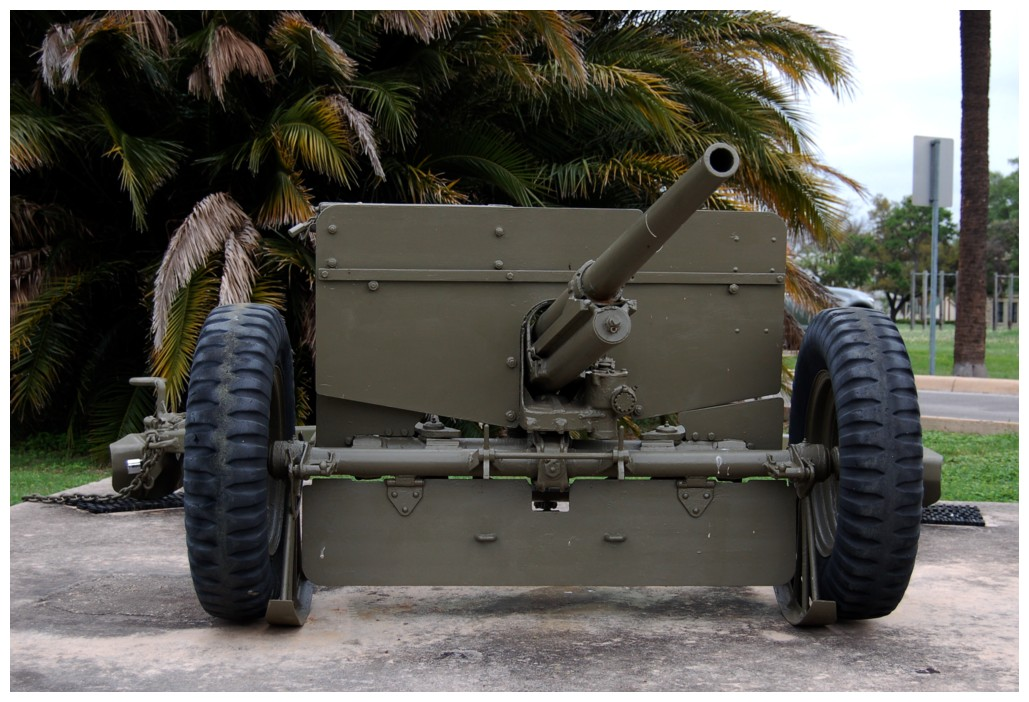
Le canon antichar remorqué M3, la principale arme antichar de l'armée US à la fin des années 1930 et au début des années 1940.

La mise au point et l'utilisation d'armes antichars et la création d'une doctrine appropriée s'est avérées être un défi permanent, pour lequel certains historiens ont critiqué McNair. Tandis que Marshall se montre favorable à la création d'armes antichars automotrices ; McNair favorise longtemps les armes remorquées, dont le canon 37 mm Gun M3,. McNair admet les limites des armes antichars alors disponibles et se prononce en faveur d'une approche défensive quant à leur utilisation, préconisant que les unités les camouflent, mais la doctrine officielle appelle à une attitude plus offensive. Il demande également que des unités antichars mènent des opérations indépendantes ; M. McNair se prononce en faveur d'une approche d'armement combiné. Il croit que l'utilisation d'armes antichars est un moyen économique et efficace de vaincre les chars ennemis, et qu'elle libérerait les chars américains pour des opérations offensives plus larges.
Après que le canon antichar M3 s'est avéré être une arme antichar moins qu'optimale, l'armée de terre commence à développer des chasseurs de chars, des véhicules à chenilles automoteurs avec un canon capable d'engager un char, mais qui sont plus rapides et plus maniables car ils disposent d'une armure plus mince qu'un char. Les chefs des branches d'infanterie et de cavalerie se disputent alors l'incorporation des unités de chasseurs de chars dans leurs propres branches. Marshall tente de poursuivre le développement des chasseurs de chars sans susciter de dissension et approuve la création du Tank Destroyer Center à Camp Hood. Dans la pratique, l'existence d'un centre de chasseurs de chars autonome a pour conséquence que les commandants des unités blindées et d'infanterie n'ont que peu ou pas d'expérience en matière d'armes antichars, ou sur la manière la plus efficace de les utiliser.

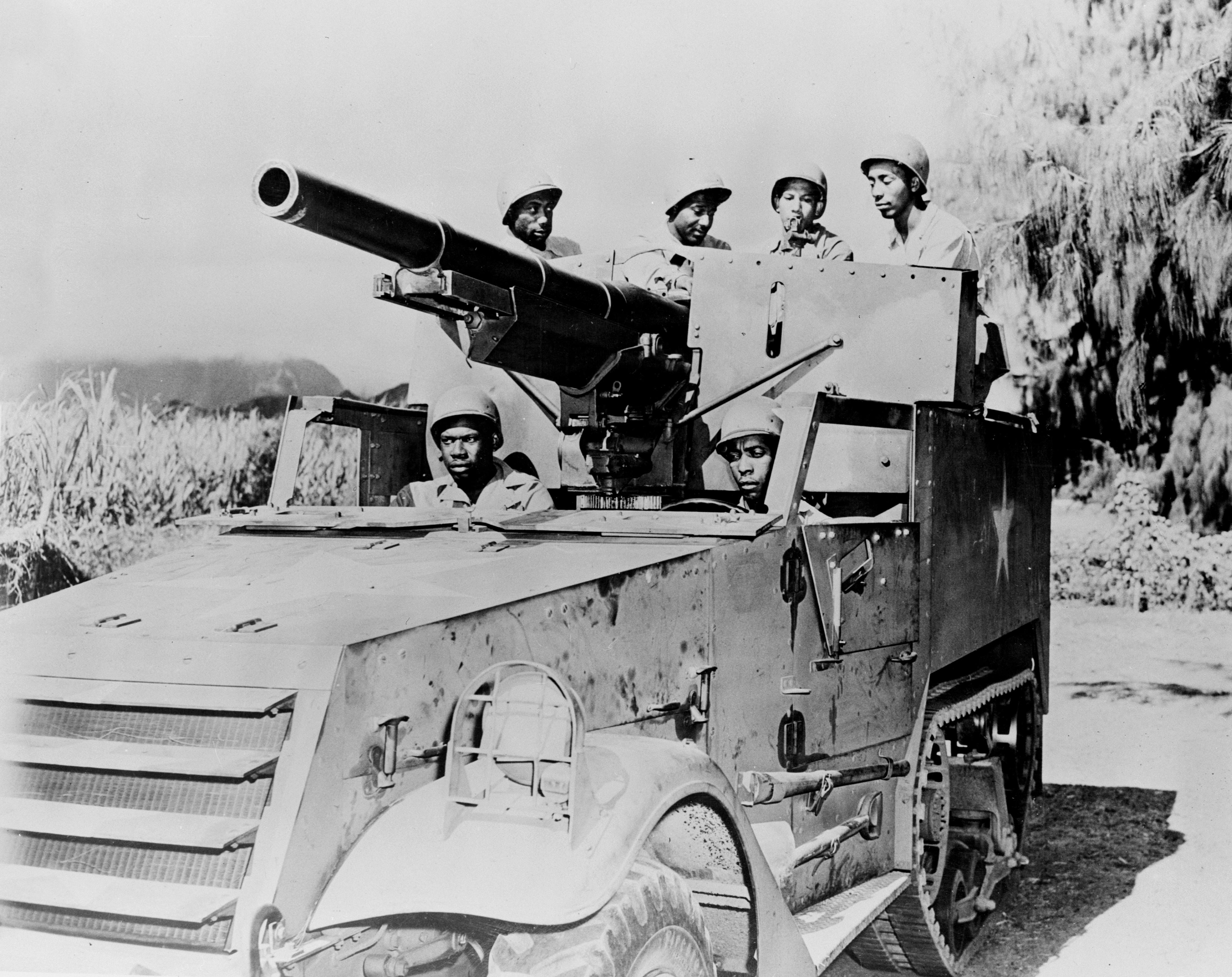
Un M3 Gun Motor Carriage conduit par un équipage d'Afro-Américains, vers 1943.

Après avoir d'abord mis en service la seule arme antichar dont elle dispose - le canon remorqué M3 - l'armée de terre commence à mettre en service des armes antichars automotrices, d'abord le M3 Gun Motor Carriage, puis le M10 Tank Destroyer. Mais en raison de l'incapacité de l'armée de terre à résoudre les questions d'équipement et de tactique, cette dernière a des difficultés à élaborer une doctrine antichars viable, et les efforts visant à utiliser des canons antichars ou des chasseurs de chars au sein d'unité combiné se révèlent souvent inefficaces.
Le débat en cours au sein de l'armée de terre sur le type d'arme antichar à utiliser et sur les spécifications de conception entrave également la capacité des AGF à déployer ces dernières et à fournir une formation adéquate. Par conséquent, lors de leur utilisation initiale sur les théâtres d'opérations, les observateurs des AGF identifient de nombreux problèmes, dont certains aussi fondamentaux que l'utilisation de munitions d'entraînement lors des combats avec le M3 Gun Motor Carriage, ce qui évidemment limite son efficacité.  Au fil du temps, les commandants sur le terrain recourent à des mesures rapides pour résoudre les problèmes, notamment en apprenant à utiliser des canons antichars et plus tard des chasseurs de chars dans des positions de soutien mutuel, et en les intégrant à des unités d'infanterie et de blindés pour maximiser leur efficacité dans le cadre d'efforts combinés. Les AGF intègrent à leur tour ces leçons apprises sur le terrain dans la formation, de sorte qu'avec le temps, les soldats et les unités déployés au combat ont recours à la doctrine et aux tactiques les plus récentes.

#### La question des chars

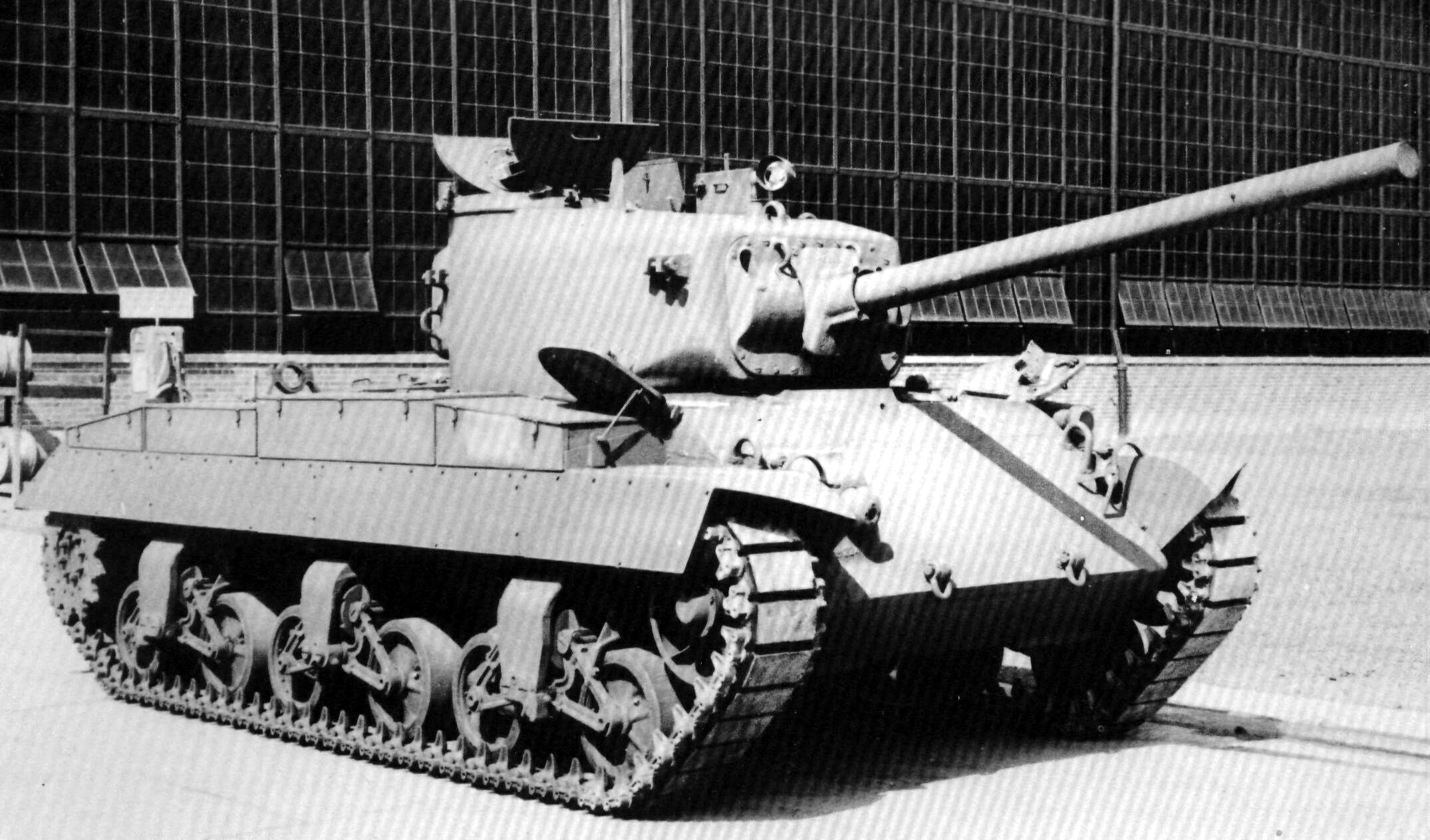
Le char moyen T20. McNair s'oppose à la mise en service du T20 en partie par crainte que son poids et ses besoins en espace ne retardent le transport vers l'Europe d'autres équipements nécessaires en raison de la disponibilité limitée des navires de charge.

Au début de la Seconde Guerre mondiale, les États-Unis utilisent les M3 Lee et M4 Sherman comme principaux chars d'assaut moyens. Après les rapports d'action de la campagne d'Afrique du Nord et d'autres engagements, les commandants, dont Jacob Devers, sont convaincus que les États-Unis doivent déployer un char plus lourd et plus puissant afin de contrer les chars allemands Tigre et Panthère. Au cours de son affectation en tant que chef des blindés plus tôt dans la guerre, Devers a rejeté le char lourd M6 parce qu'il est sous-motorisé et sous-armé relativement à son poids et à sa taille. C'est ainsi que le Corps de l'ordonnance de l'US Army supervise la création du T20 Medium Tank (en). En 1942, Devers préconise l'envoi immédiat de 250 T20 sur le théâtre européen. McNair s'oppose à cette demande, toujours convaincu qu'il est possible d'utiliser plus rapidement et plus efficacement des chasseurs de chars automoteurs plus petits mais lourdement armés, surtout si l'on considère des facteurs tels que l'espace disponible sur les cargos transportant les armes et le matériel vers l'Europe. L'armée de terre tente de mettre au point une version améliorée du T20, le T23, mais des défauts de conception l'empêchent de passer en production.
En décembre 1943, Devers et d'autres commandants ayant de l'expérience dans le domaine des chars d'assaut réussissent à convaincre George Marshall de la nécessité d'un char ayant plus de blindage et de puissance de feu que les M3 et M4. Un prototype amélioré, le T26 est développé avant d'entrer en production sous le nom de M26 Pershing, ; l'armée de terre commande 250 Pershings. McNair s'y oppose, affirmant que le M4 est adéquat et qu'il est peu probable qu'il y ait des combats entre chars exigeant que les États-Unis utilisent des chars plus lourds avec des canons plus gros. Les Pershings sont finalement déployés, mais ils arrivent trop tard en Europe pour avoir un effet sur la conduite de la guerre,.
Le point de vue de McNair sur l'emploi des chars d'assaut est également pris en compte dans la réorganisation des divisions blindées de l'armée. La Force blindée (en) est créée en 1940 et se développe jusqu'à compter 16 divisions,, bien que McNair recommande sans succès de réduire ce nombre à six. La Force blindée crée un quartier général de corps blindé en 1942, mais il est désactivé à l'instigation de McNair après seulement quelques mois. En plus d'argumenter contre la nécessité d'un corps blindé, McNair pense que l'organisation des tâches d'une division blindée est trop importante et trop lourde, présumant encore une fois que les chars doivent principalement servir de force de percée pour des avancées rapides et de soutien à l'infanterie, mais qu'ils ne sont pas susceptibles de participer à des batailles entre chars.  En conséquence, il joue un rôle clé dans la réduction des effectifs des divisions blindées en 1942 et 1943, notamment avec la réorganisation de 1943 qui réduit les divisions à 4 000 soldats et 130 à 140 chars. La réduction des effectifs  permet la création de bataillons de chars séparés (en), qui peuvent être déployés pour appuyer les divisions d'infanterie en fonction des besoins. La réduction des effectifs n'affecte cependant pas les 2e et 3e divisions blindées, qui maintiennent leur organisation lourdes.

## Fin de vie et enterrement

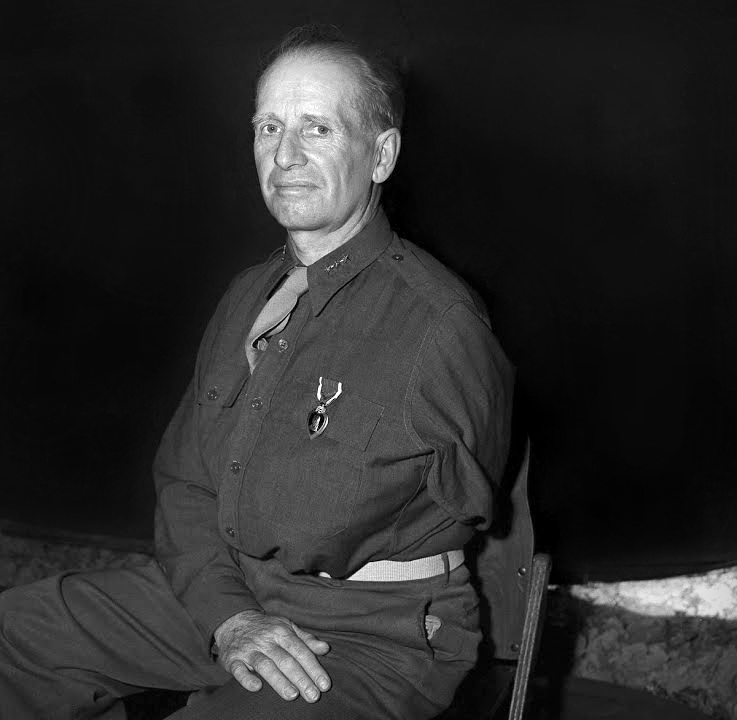
McNair après avoir reçu la Purple Heart en Tunisie en avril 1943. Son bras gauche est en écharpe sous sa chemise.

Bien qu'en général en excellente condition physique, McNair commence à souffrir d'une perte auditive et d'acouphènes relativement tôt dans sa carrière. Cet état n'entrave initialement pas son travail ; les examens physiques indiquent qu'il n'a aucun problème avec les tâches à accomplir, y compris parler au téléphone. Mais en même temps qu'il commence à obtenir des postes supérieurs de commandement dans l'armée de terre, sa déficience auditive devient suffisamment grave pour devoir être compensée par la lecture des lèvres et lui imposer de renoncer à participer à des événements où sa difficulté à entendre constitue un obstacle, comme les grandes conférences. Vers la fin des années 1930, il craint que son trouble auditif n'entraîne sa retraite obligatoire pour des raisons médicales. Mais Marshall lui obtient une dérogation qui lui permet de continuer à servir. Sa perte auditive l'empêche peut-être d'obtenir un commandement sur le terrain pendant la Seconde Guerre mondiale, mais Marshall ne veut pas se passer de ses capacités d'organisateur et de formateur. 
En 1943, McNair se rend en Afrique du Nord pour inspecter les troupes des AGF et obtenir des informations de première main sur l'efficacité de la formation et de la doctrine, dans le but d'améliorer le processus de mobilisation et de formation des AGF. Le 23 avril, il observe les troupes de première ligne en action en Tunisie lorsqu'il est blessé au bras et à la tête par des éclats d'obus ; un First sergeant (en) de compagnie se tenant à proximité est tué.
McNair est déployé sur le théâtre européen en 1944 ; sa mission est initialement indéterminée ; Marshall et Dwight D. Eisenhower, le commandant suprême en Europe, envisage de lui confier le commandement de la 15e armée des États-Unis ou du fictif Premier groupe d'armées des États-Unis (FUSAG). Mais lorsque le lieutenant-général George S. Patton, commandant du FUSAG, prend le commandement de la troisième armée des États-Unis après le Débarquement de Normandie, l'armée a besoin d'un autre commandant ayant un nom reconnaissable et un prestige suffisant pour poursuivre l'opération Quicksilver, qui masque les sites de débarquement réels de l'opération Overlord, l'invasion de la Normandie. Eisenhower demande à McNair de succéder à Patton au FUSAG, et Marshall l'approuve.

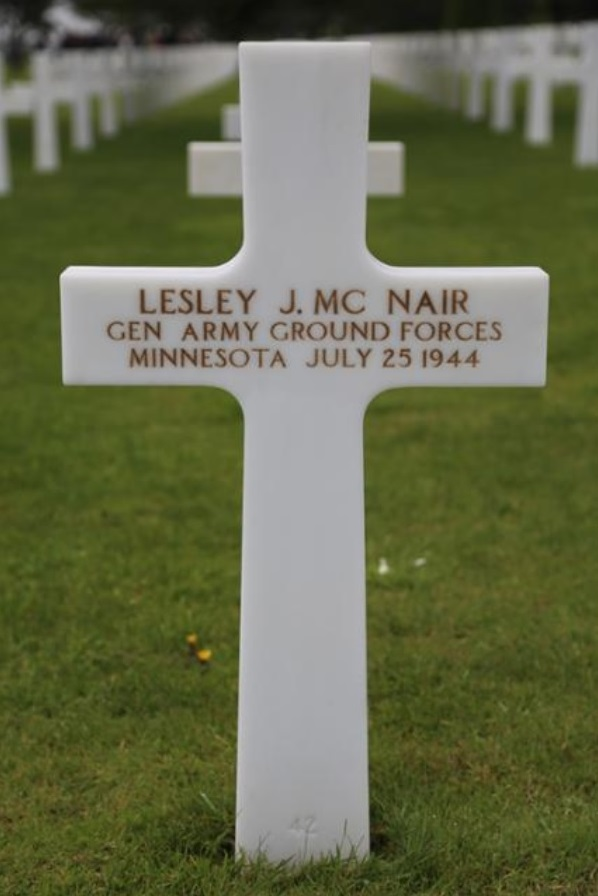
Pierre tombale de Lesley McNair au cimetière américain de Colleville-sur-Mer, 2010.

En juillet 1944, McNair est en France pour observer les troupes en action pendant l'opération Cobra, et poursuivre la désinformation des FUSAG en faisant croire aux Allemands qu'il est en France pour exercer le commandement,. Alors que McNair assiste à la bataille, il est tué près de Saint-Lô le 25 juillet par une erreur de tir de la 8e Air Force dont les bombes tombent sur les positions du 2e bataillon, 120e régiment d'infanterie (en),. Dans l'un des premiers efforts déployés par les Alliés pour utiliser des bombardiers lourds à l'appui des troupes au sol, plusieurs avions ont largué leurs bombes avant d'atteindre leurs cibles. Plus de 100 soldats américains sont tués et près de 500 sont blessés.
McNair est enterré au cimetière et mémorial américain de Normandie ; ses funérailles sont gardées secrètes pour maintenir la désinformation menée par la FUSAG, et seuls son assistant et les généraux Omar Bradley, George S. Patton, Courtney Hodges, et Elwood Richard Quesada (en) y assistent,. Lorsque sa mort est rapportée par la presse, les récits initiaux indiquent qu'il a été tué par les tirs ennemis ; ce n'est qu'en août que les circonstances réelles sont rapportées dans les médias d'information. McNair est l'officier militaire le plus haut gradé enterré au cimetière américain de Colleville-sur-Mer. Avec Frank Maxwell Andrews, Simon Bolivar Buckner, Jr.. et Millard Harmon, il est l'un des quatre lieutenants généraux américains morts pendant la Seconde Guerre mondiale. La pierre tombale de McNair indiquait à l'origine son grade de lieutenant-général. En 1954, Buckner et lui sont promus au grade de général à titre posthume par une loi du Congrès. Mais ce n'est qu'en 2010 que l'American Battle Monuments Commission (ABMC) remplace la pierre tombale de McNair afin d'indiquer ce grade posthume.

## Héritage

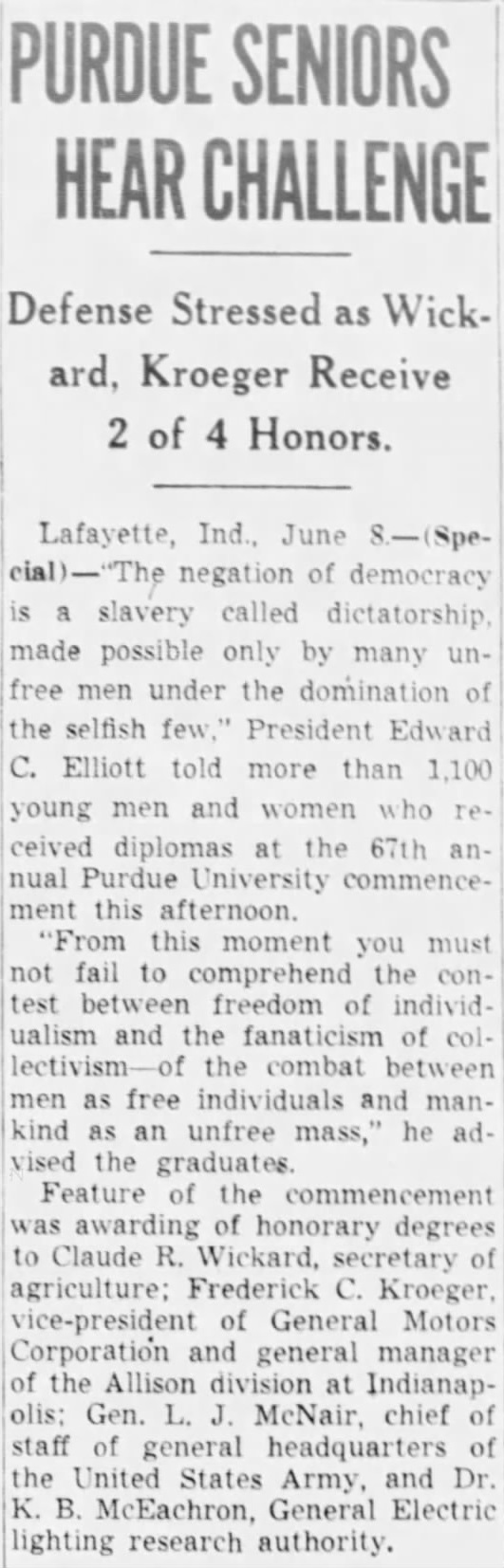
Article sur la remise du diplôme honorifique à l'université Pardue en 1941.

### Réputation
McNair est tenu en haute estime par ses contemporains, comme en témoignent ses évaluateurs qui lui attribuent régulièrement les notes les plus élevées. Marshall a également une haute estime pour McNair, comme en témoigne son affectation pour commander le First United States Army Group dans le cadre d'un plan de désinformation qui exige un général ayant une bonne réputation et un nom prestigieux pour réussir. De plus, peu de temps après la nomination de McNair comme commandant du Command and General Staff College à Leavenworth, Marshall apprend que ce dernier va devenir chef d'état-major de l'armée de terre, Marshall écrit dans une lettre adressée à McNair : « Vous, à la tête de Leavenworth, êtes l'une des grandes satisfactions que j'ai en ce moment en visualisant les responsabilités des deux prochaines années ». Mark Wayne Clark a servi sous McNair comme officier des opérations (G-3) au quartier général des AGF avant d'accéder au grade d'officier général. Dans son autobiographie, Clark qualifie McNair de « l'un des soldats les plus brillants, les plus altruistes et les plus dévoués qu'il ait jamais rencontrés ».
L'héritage principal de McNair est son rôle de « cerveau de l'armée », en ce sens qu'il participe à la conception de l'unité (la division triangulaire), à l'éducation (le cours d'officier de commandement et d'état-major général) et à la doctrine (mise à jour du manuel du Service mobile et révision des méthodes et procédures de l'artillerie de campagne), à la conception et l'acquisition d'armes (expérimentation avec l'artillerie de campagne, les armes antichars et les armes antiaériennes) et la formation des soldats et des unités (en tant que commandant des forces terrestres de l'armée de terre), en particulier entre les deux guerres mondiales, en ont fait l'un des principaux architectes de l'armée de terre, telle que les États-Unis l'ont utilisée pendant la Seconde Guerre mondiale.
Un autre héritage durable de McNair est sa méthode d'entraînement qui consiste à commencer par les compétences de base du soldat, puis à passer par les échelons successifs jusqu'à ce que les grandes unités deviennent compétentes pendant les exercices et les jeux de guerre qui simulent étroitement le combat. Ces concepts demeurent encore les principes fondamentaux de l'US Army pour planifier, exécuter et surveiller la formation individuelle et collective.

### Débat historique
Les décisions et les actions de McNair pendant la Seconde Guerre mondiale continuent d'être débattues par les historiens, en particulier le système de remplacement individuel et les difficultés à résoudre la question des chars par rapport aux canons antichars et aux chasseurs de chars.
En ce qui concerne le programme de remplacement individuel, l'historien Stephen Ambrose l'a décrit comme étant inefficace, gaspilleur et contribuant à des pertes inutiles. Cependant, certaines évaluations récentes l'ont considéré plus favorablement. Par exemple, un essai de Robert S. Rush publié en 2013 conclut : « Le succès ne résulte pas de la rotation des unités au combat et hors du combat, mais du soutien de ces unités au combat ».
Sur les questions de la mise en service des canons antichars et des chasseurs de chars comme armes antiblindés primaires, et de la mise en service de chars légers et moyens au lieu de chars lourds capables d'égaler ceux des blindés allemands, des historiens, dont Mark Calhoun, soutiennent que McNair reconnaît les limites des armes antichar alors disponibles et les difficultés à en fournir de meilleures, étant donné le temps et la production disponibles, et il travaille donc à développer une doctrine permettant de tirer le meilleur parti possible des armes qui sont à disposition. D'autres historiens, dont Steven Zaloga (en), soutiennent que l'opposition de McNair au développement et à la mise en service de chars lourds représente un « état d'esprit de la Première Guerre mondiale » qui entrave la performance globale de l'armée américaine pendant la Seconde Guerre mondiale.

### Honneur et postérité

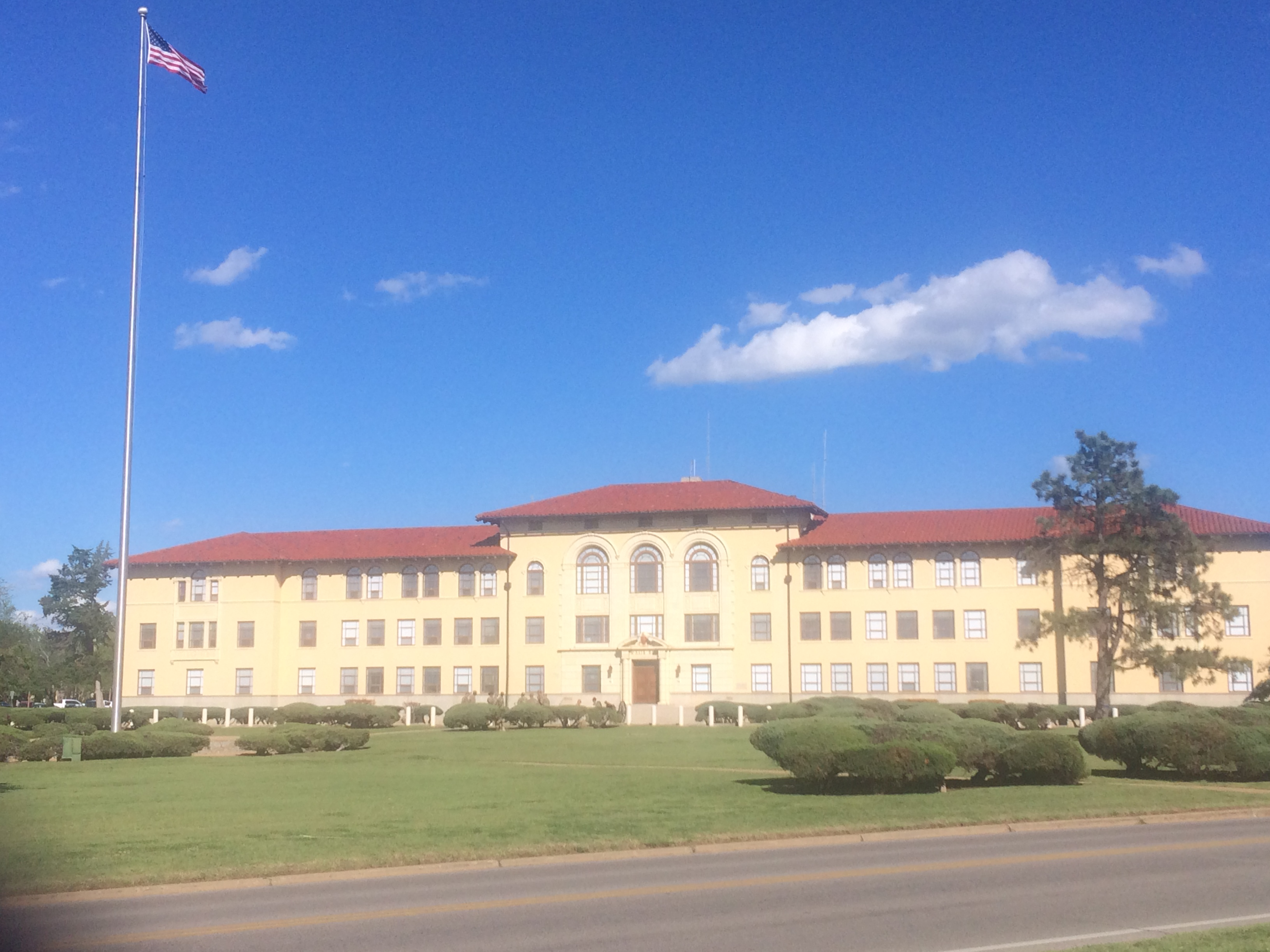
McNair Hall, 2017, Fort Sill, Oklahoma.

McNair a reçu le doctorat honorifique en droit de l'université Purdue en 1941 et de l'université du Maine en 1943. Le pont Lesley J. McNair était une structure temporaire au-dessus du Rhin à Cologne, en Allemagne ; de sa construction en 1945 jusqu'à son démantèlement après la construction d'un pont permanent en 1946. La Washington Barracks à Washington, D.C. a été rebaptisée Fort Lesley J. McNair en 1948. Les routes et les bâtiments de plusieurs postes de l'armée américaine portent le nom de "McNair", notamment McNair Avenue et McNair Hall (Fort Sill), McNair Road (Joint Base Myer–Henderson Hall (en)), McNair Drive (Fort Monroe) et McNair Hall (Fort Leavenworth). McNair Barracks (en) à Berlin, en Allemagne, a été nommé en l'honneur de son nom. L'installation a été fermée en tant qu'installation militaire américaine en 1994, et a depuis été réaménagée, mais conserve un musée qui détaille son utilisation comme base américaine,. McNair Kaserne à Höchst, en Allemagne, a également été nommé en son honneur. Résidence de plusieurs unités du Corps des transmissions de l'armée, elle a été fermée et remise au gouvernement allemand en 1992, et a depuis été réaménagée en espace résidentiel et commercial. Le poste 5263 du Veterans of Foreign Wars de Lawton en Oklahoma (près de l'école et du centre d'artillerie de Fort Sill) porte son nom.
McNair est intronisé au Temple de la renommée de Fort Leavenworth, qui a été créé en 1969 et qui est géré par l'United States Army Combined Arms Center (en). Le Temple de la renommée de Fort Leavenworth rend hommage aux soldats qui ont été en poste à Fort Leavenworth et qui ont grandement contribué à l'histoire, au patrimoine et aux traditions de l'US Army. En 2005, McNair est également intronisé au Temple de la renommée du développement des forces de l'armée de terre des États-Unis
La National Archives and Records Administration dispose d'une série d'archive appartenant à Lesley McNair. L'université Purdue conserve également un autre dossier documentaire relatif au service de McNair dans les Forces armées des États-Unis

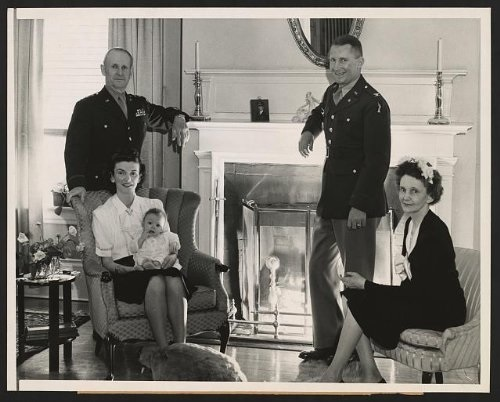
McNair et sa famille en 1943. Douglas se tient à droite. Assises à gauche se trouvent Freda, l'épouse de Douglas, et sa fille Bonnie Clare ; asise à droite, Clare McNair.

Après le décès de M. McNair, sa femme, Clare est employée par le Département d'État des États-Unis pour enquêter sur les conditions de travail des femmes membres auxiliaires du United States Foreign Service Auxiliary, l'organisation créée pour renforcer le service extérieur pendant la Seconde Guerre mondiale. Elle se rend dans plusieurs pays étrangers, dont l'Afrique du Nord, l'Europe et l'Amérique latine, pour interviewer des employés et observer les conditions de travail afin de formuler des recommandations d'amélioration. Son fils Douglas est diplômé de West Point en 1928 et devient officier d'artillerie après s'être d'abord qualifié dans la branche d'infanterie. Le jeune McNair gravit les échelons de commandement et d'état-major pour devenir chef d'état-major de la 77e division d'infanterie avec le grade de colonel. Il est tué au combat sur l'île de Guam le 6 août 1944, seulement 12 jours après la mort de son père. Il meurt avec deux autres soldats de la 77e division en s'engageant dans une escarmouche avec des soldats japonais alors qu'ils cherchent des emplacements pour un nouveau poste de commandement de division. Douglas McNair a reçu à titre posthume la Silver Star, la Legion of Merit et la Purple Heart. Enterré initialement à Guam, il est inhumé en 1949 au National Memorial Cemetery of the Pacific à Hawaii. La 77e division nomme son campement temporaire près d'Agat, « Camp McNair » en son honneur. Un autre camp McNair, près de Fujiyoshida, au Japon, a servi de centre d'entraînement militaire américain de la fin des années 1940 jusqu'aux années 1970, largement utilisé pendant la guerre de Corée. De plus, le projet McNair Village à Fort Hood, au Texas, a également été nommé en son honneur. Le Leslie J Mac Nair Mémorial Théater est un des théâtres en plein air du camp de Calas qui verra passer 2 millions de soldats au nord de Marseille.